# Thimphou
Thimphou (prononcé : /tim.pu/ ; en dzongkha : ཐིམ་ཕུ, /tʰim˥.pʰu˥/) est la capitale du royaume du Bhoutan. Située dans une haute vallée de la partie occidentale du pays, la ville constitue la plus grande agglomération du pays avec 114 551 habitants en 2017. Elle se trouve dans le district de Thimphou. C'est le plus grand centre économique du pays, et elle concentre à elle seule 45 % du produit intérieur brut national.
Désignée comme capitale du pays en 1952 elle n’a acquis officiellement ce statut qu’en 1962. À partir de cette année-là les villages alentour de la vallée se sont progressivement agrandis pour former une ville divisée en plusieurs quartiers dotés de commerces, de bureaux et de zones résidentielles. La ville se compose d'un mélange d'immeubles, de maisons d'habitation et de magasins familiaux. La loi impose que tous les bâtiments soient conçus dans le style traditionnel, avec des peintures et des motifs bouddhistes. En 2003, le Conseil des ministres a approuvé le plan d’urbanisme de Thimphu, dont l'achèvement est prévu en 2027. Il a pour but de contrôler l'étalement urbain, de protéger les équilibres écologiques de la région (notamment à cause de l’augmentation du  trafic automobile) et de réduire la pression sur les infrastructures de santé publique du centre-ville.
Située entre 2 248 et 2 648 mètres d’altitude, Thimphou est une des plus hautes capitales du monde,,, et son développement suit la vallée de la rivière Raidak (appelée Wang Chhu au Bhoutan). Le climat y est relativement sec et la végétation environnante est dominée par les conifères. Entre juin et septembre la ville bénéficie d'un climat montagnard subtropical, influencé par les moussons.
Centre politique du royaume, la ville abrite la plupart des lieux de gouvernement comme le Parlement national, la Cour royale de justice et le palais de Dechencholing, résidence officielle du Druk Gyalpo (« Roi Dragon »). Norzim Lam, l'artère principale, a été requalifiée. Elle est bordée de restaurants, de commerces de détail, d'arcades et de bâtiments publics. En fin de semaine, un marché assez vivant situé près de la rivière propose de la viande, des légumes et des articles touristiques. Créée en 1995, la Collectivité municipale de Thimphou administre la ville. Elle est présidée par un maire appelé « Thrompon ».
La ville abrite des bâtiments représentatifs du patrimoine architectural bhoutanais comme le Tashichho dzong, le chörten commémoratif  et le monastère de Tango. Les bâtiments modernes construits après l’accession au statut de capitale marient les aspects contemporains avec les motifs traditionnels du pays, comme par exemple la Bibliothèque nationale.
Chaque année, entre septembre et octobre, la ville accueille le festival tshechu. Ces spectacles de danses de masques bouddhistes attirent des spectateurs de tout le pays. La ville abrite également l'Institut national de Zorig Chosum, le plus grand centre d'enseignement artistique du royaume. On y enseigne les « treize arts et métiers du Bhoutan ».
Dans le domaine des loisirs, le stade Changlimithang est le plus grand terrain de sport du pays, on y organise notamment des tournois de tir à l'arc, le sport national.
La ville est desservie par l'aéroport de Paro situé à environ 54 km. Depuis 1999, le Service de Bus Urbain organise les itinéraires et les arrêts des transports publics locaux. La plupart des rues importantes sont larges et orientées dans direction nord-sud, parallèlement au fleuve. L’entrée principale de la ville est située au sud, juste après un pont en bois, la route continue ensuite vers les villes de Paro, Punakha, Wangdiphodrang et Tongsa.
En 2016, Thimphou a rejoint le mouvement Fab City initié par le maire de Barcelone, Xavier Trias. Les villes participantes s'engagent à devenir  autosuffisantes en 2054.

## Géographie et climat

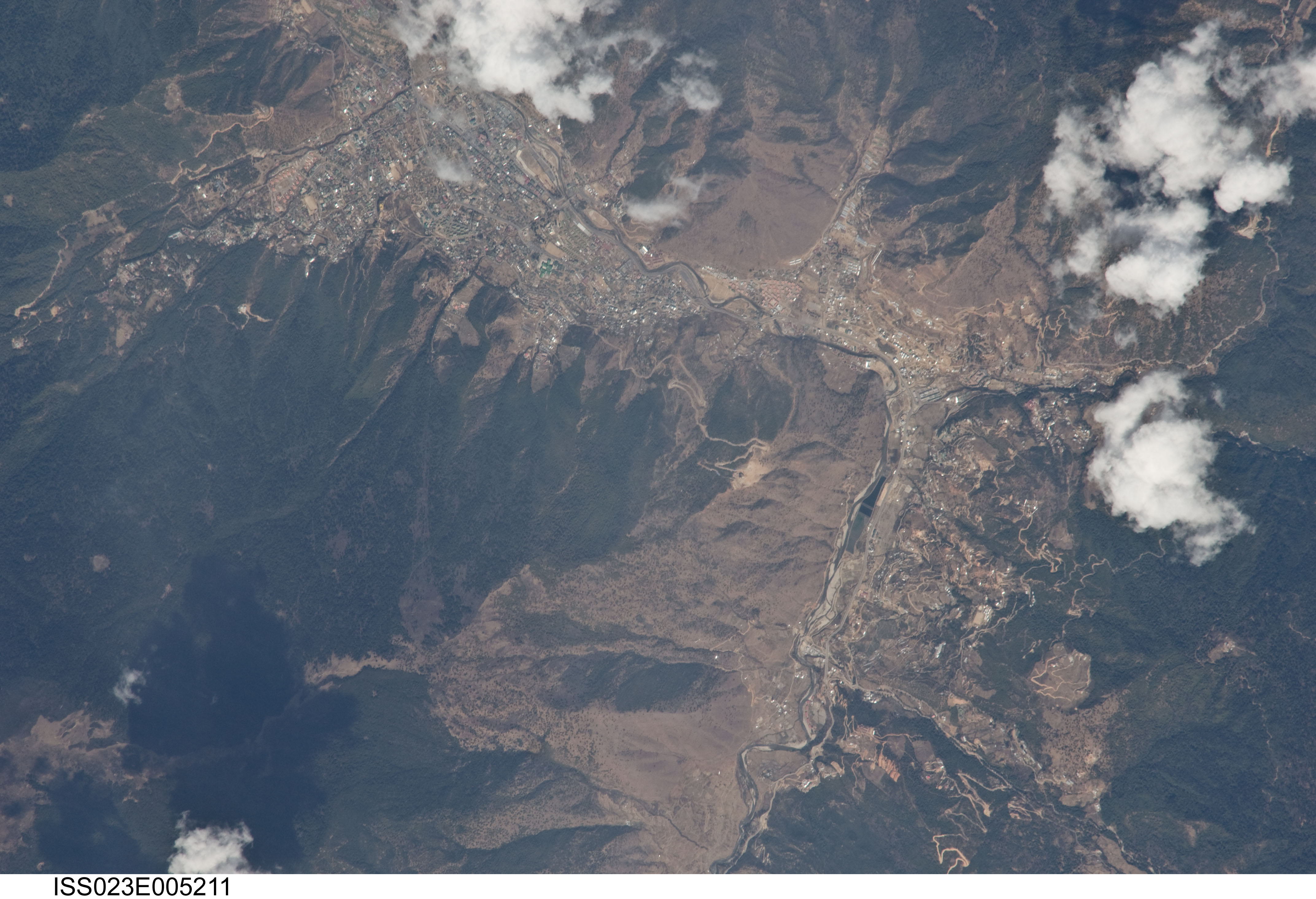
Vue aérienne de Thimphou et de ses environs.

### Situation
La ville de Thimphou est située dans l'étroite vallée de la rivière Raidak, que l’on appelle aussi dans son cours inférieur rivière Thimphou (Timbu Chuu) ou rivière Wang (Wang Chuu). Les collines environnantes s’élèvent entre 2 000 et 3 800 mètres d'altitude et la ville elle-même est située a une altitude comprise entre 2 248 et 2 648 m. Entre 2 000 et 3 000 m c’est le climat tempéré chaud qui prédomine. La zone tempérée froide se situe entre 3 000 et 3 800 m. Ces deux variables, l'altitude et le climat, déterminent les zones habitables et la nature de la végétation. La vallée est couverte de forêts et se déploie au nord et à l'ouest. A l'extrémité sud de la ville, le pont Lungten Zampa relie les rives est et ouest de la rivière Wang, qui traverse le centre de la ville,.

### Climat
La rivière Raidāk prend sa source à 7 000 mètres d’altitude dans les glaciers de l'Himalaya. Elle compte de nombreux affluents venant des chaînes de montagnes environnantes qui dictent en grande partie la topographie de la vallée de Thimphou. Celle vallée est fermée à l’est par une  haute barrière montagneuse. L'orientation nord-sud des chaînes de montagnes environnantes fait que la ville est exposée aux vents humides des moussons. Selon que les versants montagneux sont au vent ou sous le vent, ils sont plus ou moins arrosés et présentent des végétation différentes. La vallée de Thimphou est placée sous le vent, elle est relativement sèche et abrite une végétation composée de conifères. En revanche, la vallée de Punakha, l'ancienne capitale du Bhoutan, est située sur le côté au vent et sa végétation se compose de feuillus,,.
D’après la classification climatique de Köppen, la ville connaît un climat de montagne subtropical influencé par les moussons : des pluies du sud-ouest surviennent entre la mi-avril et septembre. Les précipitations ont souvent un caractère orageux,. Les déluges des moussons  provoquent des glissements de terrain et bloquent les routes, tandis que les ruisseaux et les rivières peuvent augmenter fortement leur débit et charrier de grandes quantités de débris forestiers. Les flaques d’eau profondes, la boue épaisse et les glissements de terrain le long des routes constituent des entraves aux communications. Le climat hivernal de la région est marqué par des vents froids, des températures nocturnes basses et plus modérées le jour. Le temps est souvent couvert avec de légères averses et des chutes de neige. Dans la capitale, les brouillards fréquents réduisent la visibilité et constituent un danger pour la circulation automobile ,. Le printemps quant à lui, se caractérise par des vents violents et un ciel relativement dégagé,.
| Mois                              | jan. | fév. | mars | avril | mai  | juin | jui. | août | sep. | oct. | nov. | déc. |
| --------------------------------- | ---- | ---- | ---- | ----- | ---- | ---- | ---- | ---- | ---- | ---- | ---- | ---- |
| Température minimale moyenne (°C) | −2,6 | 0,6  | 3,9  | 7,1   | 13,1 | 15,2 | 13,4 | 15,8 | 15   | 10,4 | 5    | −1,1 |
| Température maximale moyenne (°C) | 12,3 | 14,4 | 16,4 | 20    | 22,5 | 24,4 | 28,9 | 25   | 23,1 | 21,9 | 17,9 | 14,5 |

### Transports

#### Transports aériens

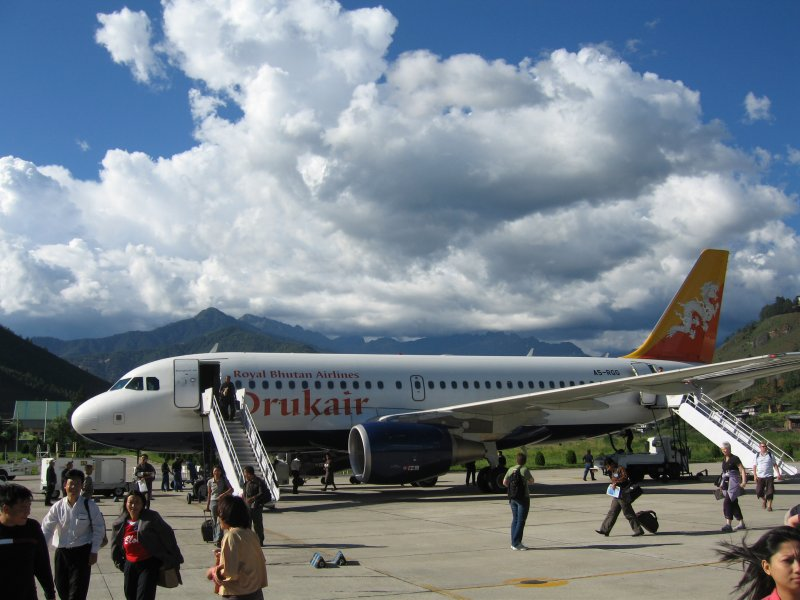
Airbus A319 de la compagnie bhoutanaise Druk Air à l'Aéroport international de Paro.

Situé à environ 54 kilomètres de la ville, l'aéroport de Paro est le seul aéroport international du Bhoutan. La compagnie Druk Air avait son siège à Thimphou, mais celui-ci a été remplacé par une simple succursale. Cette compagnie est l'une des deux seules compagnies aériennes qui desservent le Bhoutan et qui relient le pays au monde extérieur. Elles jouent un rôle crucial pour le tourisme et le commerce international,,.

#### Transports terrestres
C’est la topographie de la vallée qui a imposé le tracé des rues de la ville. La plupart des voies principales sont larges et orientées nord-sud, parallèlement à la rivière. L'artère principale s’appelle Norzin Lam. Les voies secondaires serpentent le long des pentes des collines et mènent aux zones résidentielles. Les ruelles sont également aménagées et donnent accès aux zones commerciales et à la rivière Wang. Le point d'entrée de la capitale se fait sur un pont de bois à l’endroit où la vallée se resserre. La route continue au sud vers Paro, Punakha, Wangdiphodrang, Trongsa,. La construction d’une voie expresse a eu un impact notable sur le développement urbain : elle a modifié la valeur des terrains, diminué les coûts de transport et accru les opportunités de croissance potentielles dans la partie méridionale de la vallée.
La Bhoutan Transport Corporation exploite un service de bus régulier depuis Siliguri (qui, avec sa gare de New Jalpaiguri, est la gare ferroviaire indienne la plus proche). Il faut environ quatre heures pour atteindre Phuentsholing. De là, des bus desservent Thimphou tous les jours. Il est aussi possible de louer des taxis.
La régulation de la circulation sur le réseau routier se fait sans feux de circulation. Les autorités locales avaient installé des feux tricolores, mais ils ont été retirés avant d’être utilisés. Pour réguler le trafic la ville dispose de policier de la circulation qui dirigent les véhicules avec des mouvements de bras et de main,. Des services de bus urbains fonctionnent également quotidiennement dans la capitale.

## Urbanisme

### Quartiers

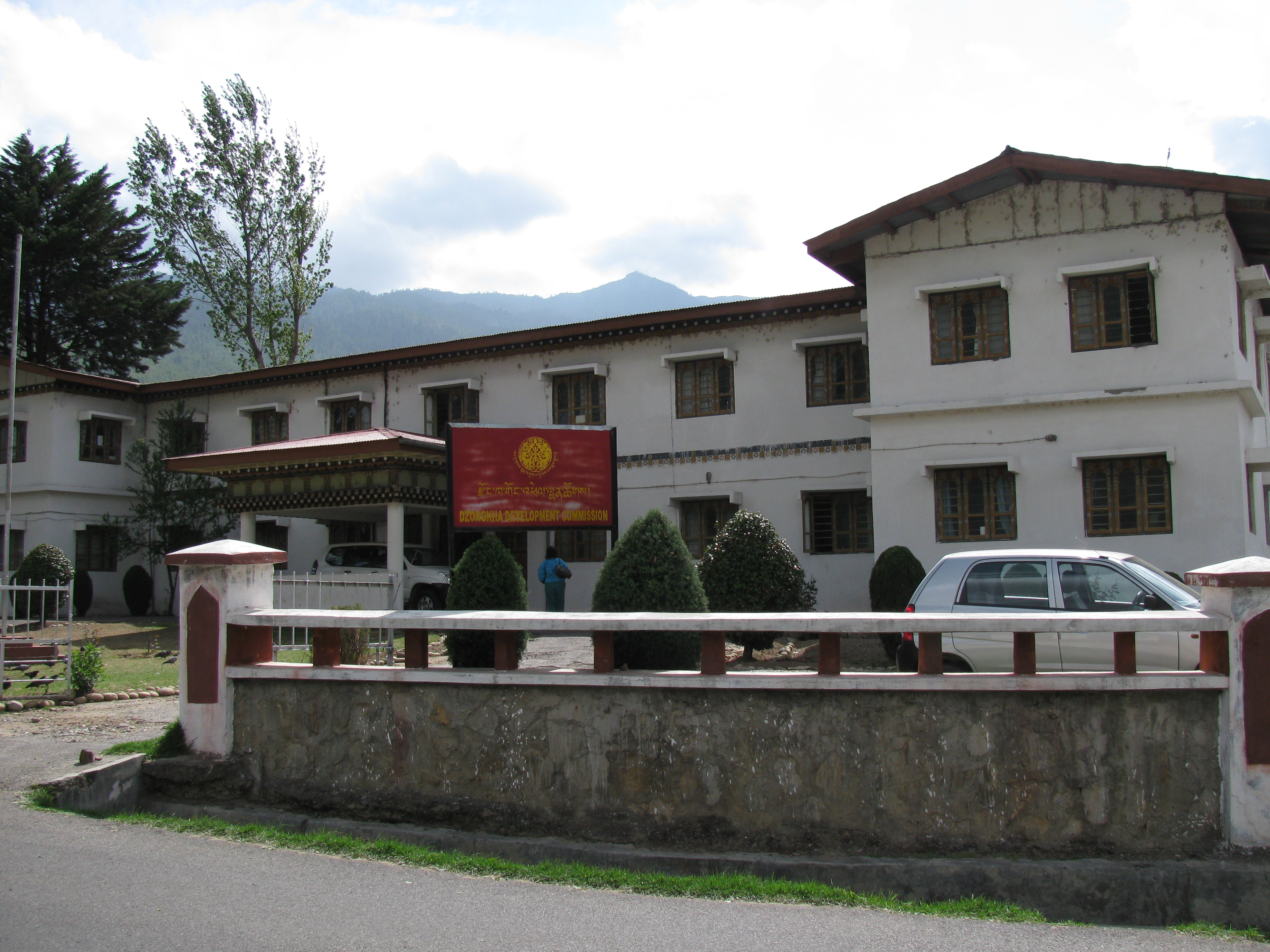
Office de la Commission de développement du Dzongkha, Kawajangsa.

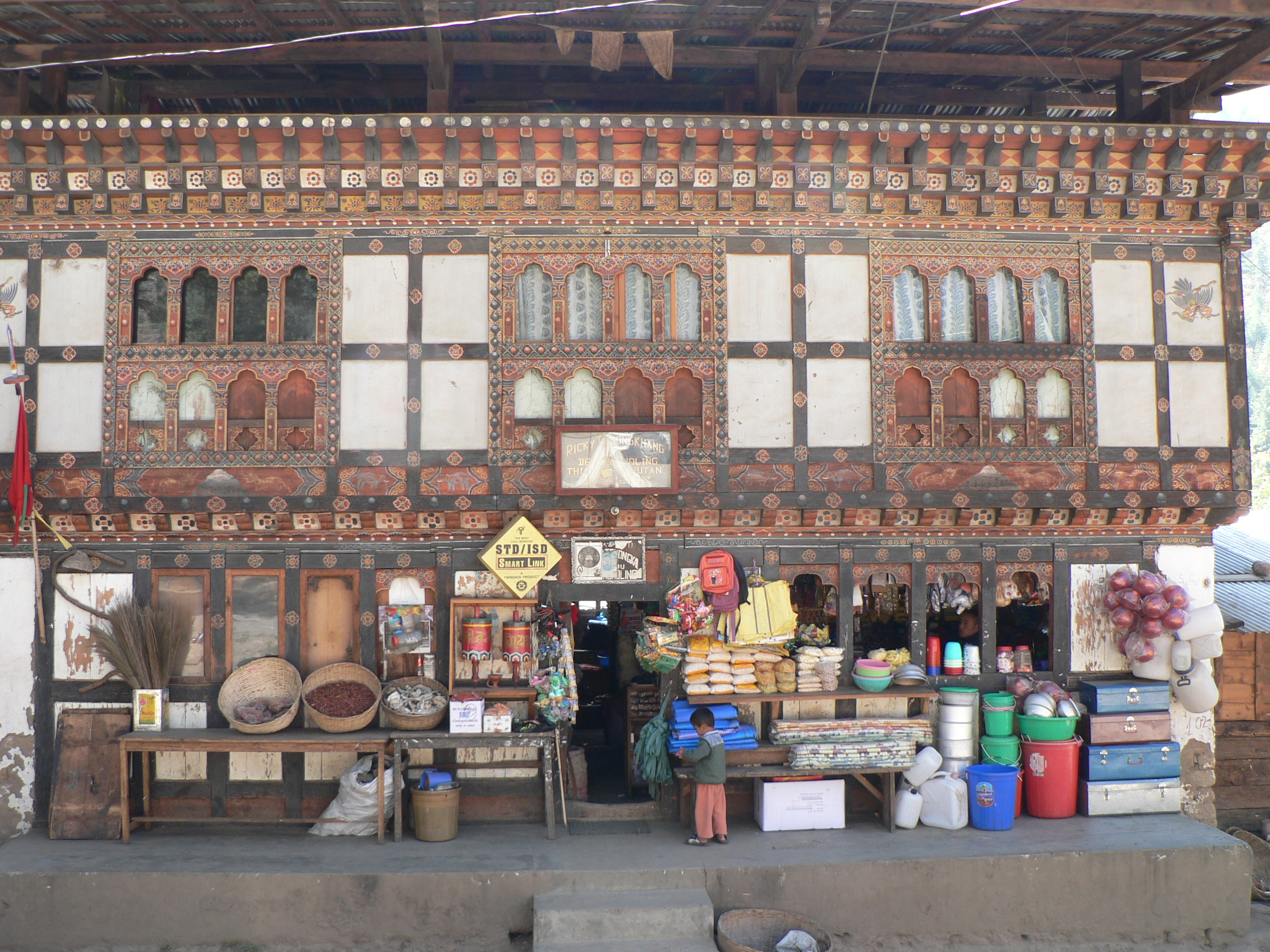
Commerces dans la partie nord.

La ville est divisée en différents quartiers qui sont les suivants :
- Quartier de l’hôpital : c’est une zone centrale située au sud du chörten commémoratif. On y trouve l’hôpital national de référence et le quartier général de la police royale du Bhoutan[25].

- Changangkha : ce quartier du centre est situé entre Chubachu et Motithang. L'un des monuments du secteur est le temple Changangkha Lhakhang, qui est l'un des plus anciens de la vallée de Thimphou. Il a été construit par Phajo Drugom Zhigpo, fondateur de l'école Drukpa Kagyü au Bhoutan et a été agrandi par son fils Nyima au XIII. Il a été restauré entre 1998 et 1998. Ce temple abrite une statue d'Avalokiteśvara aux mille bras, ainsi que des moulins à prières et des écritures sacrées bouddhistes. On trouve également dans ce quartier une fabrique d'encens appelée Poe Nado[25].

- Changzamthok : ce quartier est situé au sud du centre-ville, en bordure de la zone hospitalière.

- Chubachu : ce quartier central borde la rivière Chubachu au nord, la rivière Wang à l'est et les districts de Changangkha et Motithang à l'ouest. Un marché se tient sur la rive ouest du Wang en fin de semaine. À l'ouest on trouve la rue Norzin Lam, qui sépare Chubachu de Motithang et où se trouvent le musée du textile et la Bibliothèque nationale du Bhoutan. La rue principale du quartier s'appelle Yanden Lam. La route orientale, Chogyal Lam, traverse Chubachu du nord-ouest au sud-est le long des rives de la rivière Wang.

- Jungshina : situé au nord, où se trouve le gompa (monastère) de Wangduetse[25].

- Kawajangsa : ce quartier comprend une zone ouest, au nord de Motithang et de la rivière Chubachu. Le district abrite l’Institut de médecine traditionnelle, l’Institut de Zorig Chusum, le Musée du patrimoine populaire et l’Office de télécommunications du Bhoutan[25].

- Langjupakha : ce quartier du nord-est de Thimphou est situé sur la rive orientale du Wang Chuu, il accueille la salle du Banquet royale, le bâtiment de la ASACR, l'Assemblée nationale et le Centre d'études bhoutanaises

Le bâtiment de l'ASACR à Thimphou a été construit au début des années 1990 pour accueillir le siège de la conférence de l'Association sud-asiatique pour la coopération régionale. Il a été édifié de l'autre côté de la rivière Wang Chuu, en face du Tashechho Dzong. Cet immeuble élégant est construit dans un style mélangeant l’architecture bhoutanaise traditionnelle et l’architecture moderne. Il comporte des installations de haute technologie. Il abrite actuellement les ministères du Plan et des Affaires étrangères. L'Assemblée nationale, qui se réunissait au Tashichho dzong jusqu'en 1993, siège désormais dans ces lieux. Elle occupe une salle richement ornée à laquelle on accède par deux longs couloirs décorés. L'Assemblée nationale s’y réunit deux fois par an. La salle du Banquet est située à proximité.

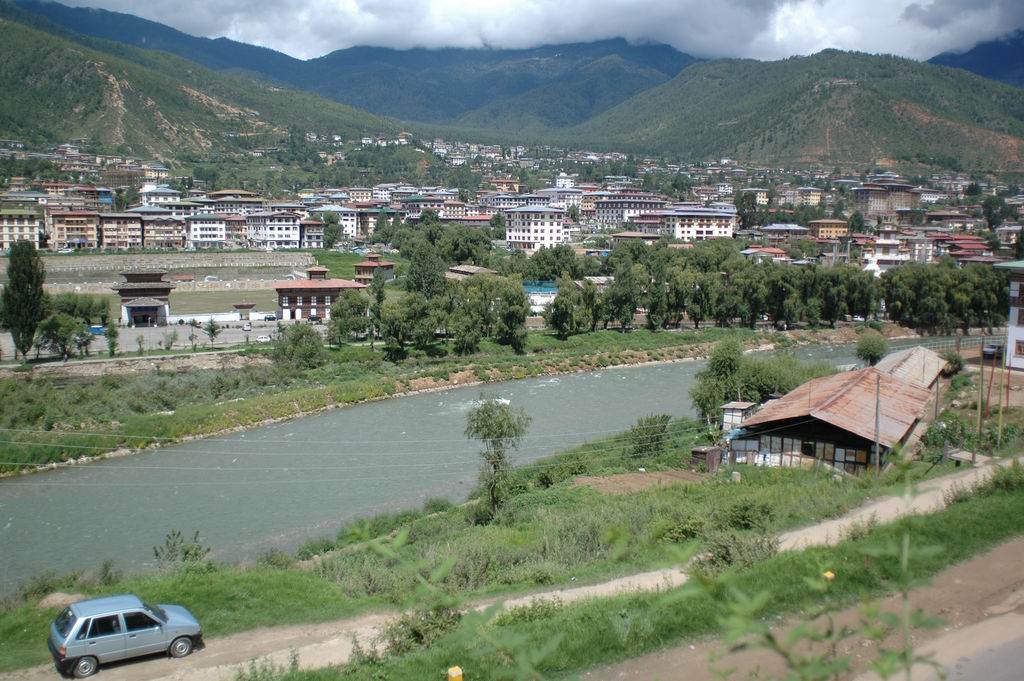
Vue sur la rivière depuis Yangchenphug.

- Motithang : ce quartier du nord-ouest de la ville est délimité par la rivière Chubachu. Il sépare le district de Kawajangsa plus au nord. Le quartier de Chubachu se trouve à l'est. La transformation du secteur en quartier résidentiel a commencé dans les années 1980, après la fondation de l'hôtel Motithang en 1974 lors du couronnement de Jigme Singye Wangchuck. À l’époque, l'hôtel se trouvait à l'écart de la ville, au milieu de la forêt et était séparé de la ville par des exploitations agricoles. Le district compte plusieurs maisons d'hôtes notables comme Kungacholing, Lhundupling, Rapten Apartments et Amankora Thimphou. On y trouve également la Commission nationale des affaires culturelles, une antenne de l’Unicef, plusieurs magasins d’alimentation et des établissements scolaires (École secondaire supérieure Motithang et École Jigme Namgyal). Les autres bâtiments officiels de Motithang sont le Camp Royal des Gardes du Corps et le Centre de la Jeunesse[25].

- Sangyegang : quartier situé au nord de la rivière Chubachu et au sud de Ziluka, dans la partie ouest de Thimphou. La zone comprend la tour de communication de Sangyegang et, à l’est, un terrain de golf qui s’étend vers le nord[25].

- Yangchenphug : secteur oriental situé de l'autre côté de la rivière Wang par rapport au centre-ville. Plusieurs établissements s’y sont installés, tels que l'école secondaire Lungten Zampa et l'école secondaire Yangchenphug[25].

- Zamazingka : quartier situé de l'autre côté de la rivière Wang par rapport à la zone centrale de la ville. La route principale, Dechen Lam, suit la rivière et relie le district à Yangchenphug au nord pour finir au sud à Paro[25].

- Ziluka : quartier situé dans la zone nord, bordée par Jungshina au nord et Sangyegang au sud. Le monastère de Drubthob est situé dans ce quartier et un parcours de golf s'étend sur une grande partie du secteur[25].

### Structure urbaine

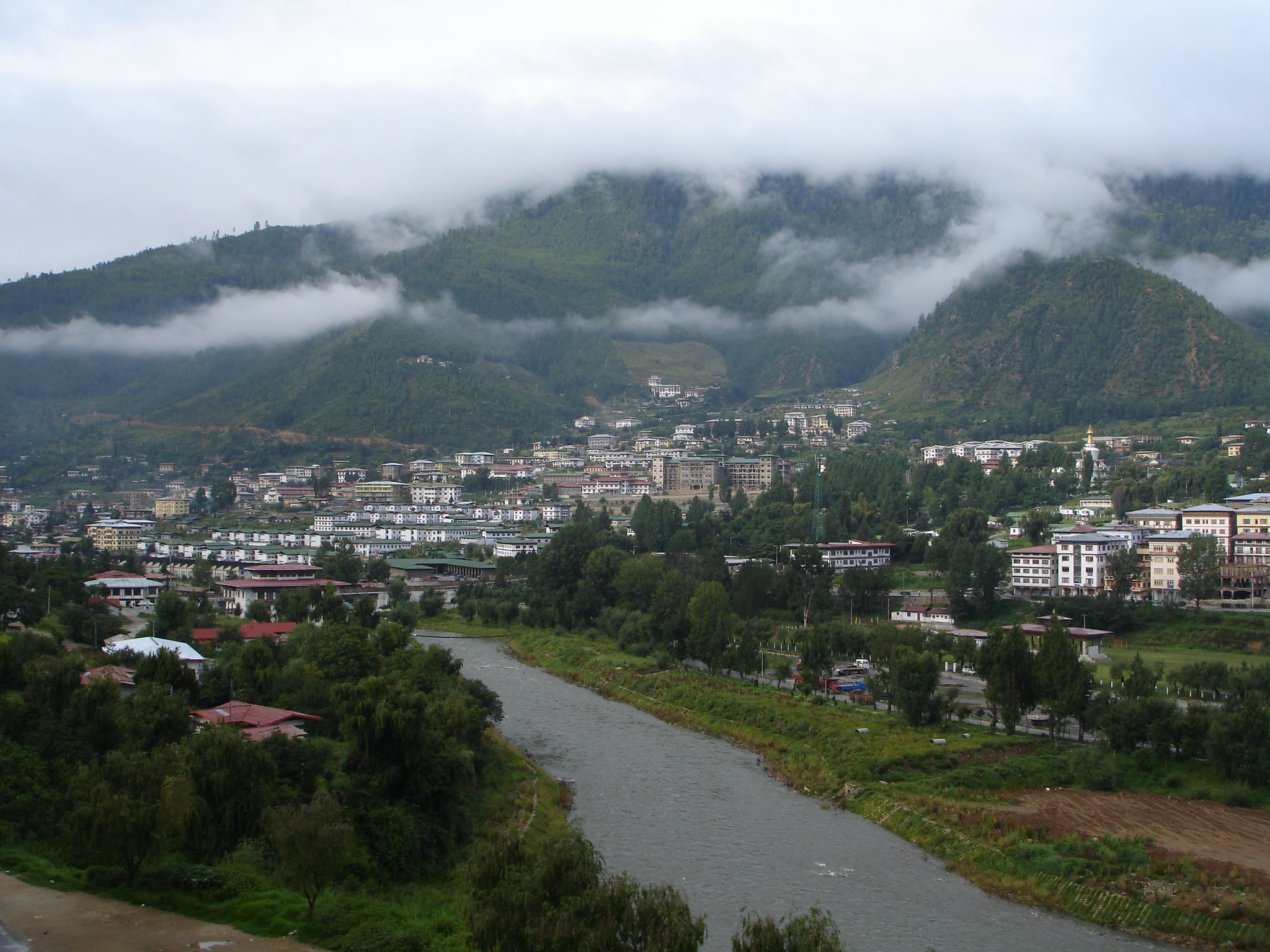
Vue de Thimphou depuis la partie sud de Langjupakha au nord-est de la ville.

Thimphou a été désignée capitale du Bhoutan en 1952, mais elle n'a été officiellement établie dans cette fonction qu'en 1962, ce n’était alors qu’un village avec quelques maisons blotties autour du Tashichho dzong. La ville s'est progressivement étendue le long des berges des rivières et sur les hauteurs, alors que les infrastructures ont occupé les plaines basses qui suivent le cours de l'eau. À la suite de l’ouverture du Bhoutan aux visiteurs étrangers, la ville a vu sa taille augmenter. Elle propose les services d’une grande ville et la valeur de la propriété tend à s’accroître. Les rues sont larges et bien organisées, une police de la route contrôle la circulation. On y trouve des banques, des hôtels, des restaurants, des institutions d'art, de culture, de médias, de sport et bien sûr les traditionnels dzongs, monastères et chörtens,.
La partie résidentielle de la ville couvre 38,3 % de la superficie totale. Pour les autres fonctions, 9,3 % de Thimphou est occupée par des bâtiments administratifs, 4 % par des établissements commerciaux, 10,1 % par des établissements sanitaires, éducatifs ou institutionnels, 2 % par des établissements industriels et 3,8 % par des organismes de sécurité. Les 32,5 % restants de la ville sont des espaces ouverts disséminés avec des terrains vacants préservés en attente d’une expansion futures.

### Plans de développement urbain
Le plan d’urbanisme structurel de Thimphou est un projet d’organisation du développement urbain de la ville. Il a été initié en 1998 dans le but de protéger l'environnement fragile de la vallée, notamment ses rivières et ses forêts. Cette planification était nécessaire à cause de l'augmentation du nombre de voitures, de la tension sur les infrastructures de santé publique dans le centre de la capitale ainsi que des restrictions imposées sur la taille des parcelles et sur la hauteur des bâtiments. Le plan a été élaboré par l'architecte d’origine américaine Christopher Charles Benninger, il a été approuvé par le Conseil des ministres en 2003.

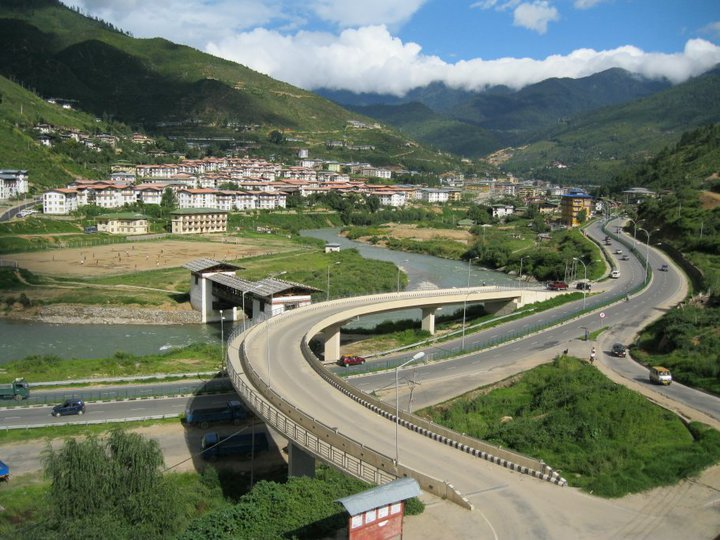
voie routière à Thimphou

 Un organisme élu, la Thimphou Municipal Corporation, est responsable de sa mise en œuvre. On estime que le coût du projet s'élève à plus d'un milliard de dollars 8. Les fonds nécessaires à la mise en œuvre du projet sont fournis par la Banque mondiale et la Banque asiatique de développement. Dans certaines zones, des conflits sont apparus entre les propriétaires fonciers et les autres acteurs. Les deux organismes financiers ont dû demander au ministère des Bâtiments et Travaux publics de trouver une solution négociée à ces problèmes afin d'obtenir le déblocage de fonds supplémentaires,.
La plan d’urbanisme identifie les axes et les principaux repères sur lesquels s’appuyer : le dzong Tashichoe, la rivière Wang et ses ruisseaux, les forêts, monastères, temples, chörtens et drapeaux de prières, le centre-ville, les villages et le corridor urbain. L'entrée sud de la ville, délimitée par le dzong Simtokha, ancre les limites de la ville avec les barrières au nord et à l'ouest de la vallée du cours du Wang,.
Le plan de développement pour 2027 prévoit qu'une grande partie de la ville sera composée de zones piétonnes sans voiture, avec des allées à arcades, des places, des cours, des cafés et des lieux d’expositions. La circulation automobile sera donc repoussée à la périphérie. Le projet vise la création de parcs et de sentiers le long des berges des rivières et l'interdiction de toute construction à moins de 30 m de celles-ci. Les planificateurs ont également précisé que la règle selon laquelle les bâtiments doivent refléter l'architecture traditionnelle bhoutanaise serait plus strictement appliquée. Le plan prévoit que de nombreuses activités économiques exercées actuellement en centre ville, ainsi que les infrastructures militaires et policières, seraient déplacées. À cette date, on estime que la population s’élèvera à 162 000 habitants.

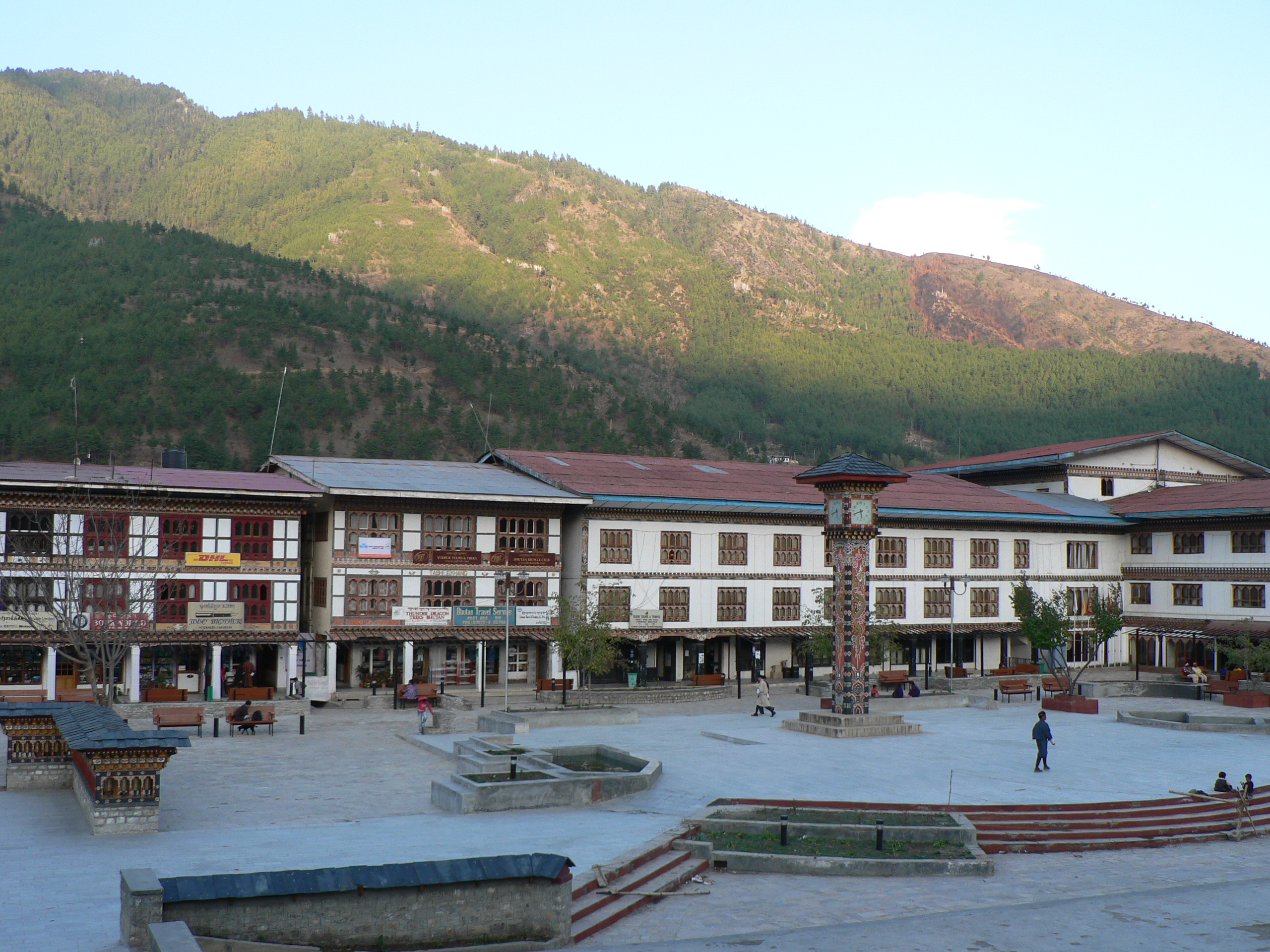
La place de l'Horloge.

## Histoire

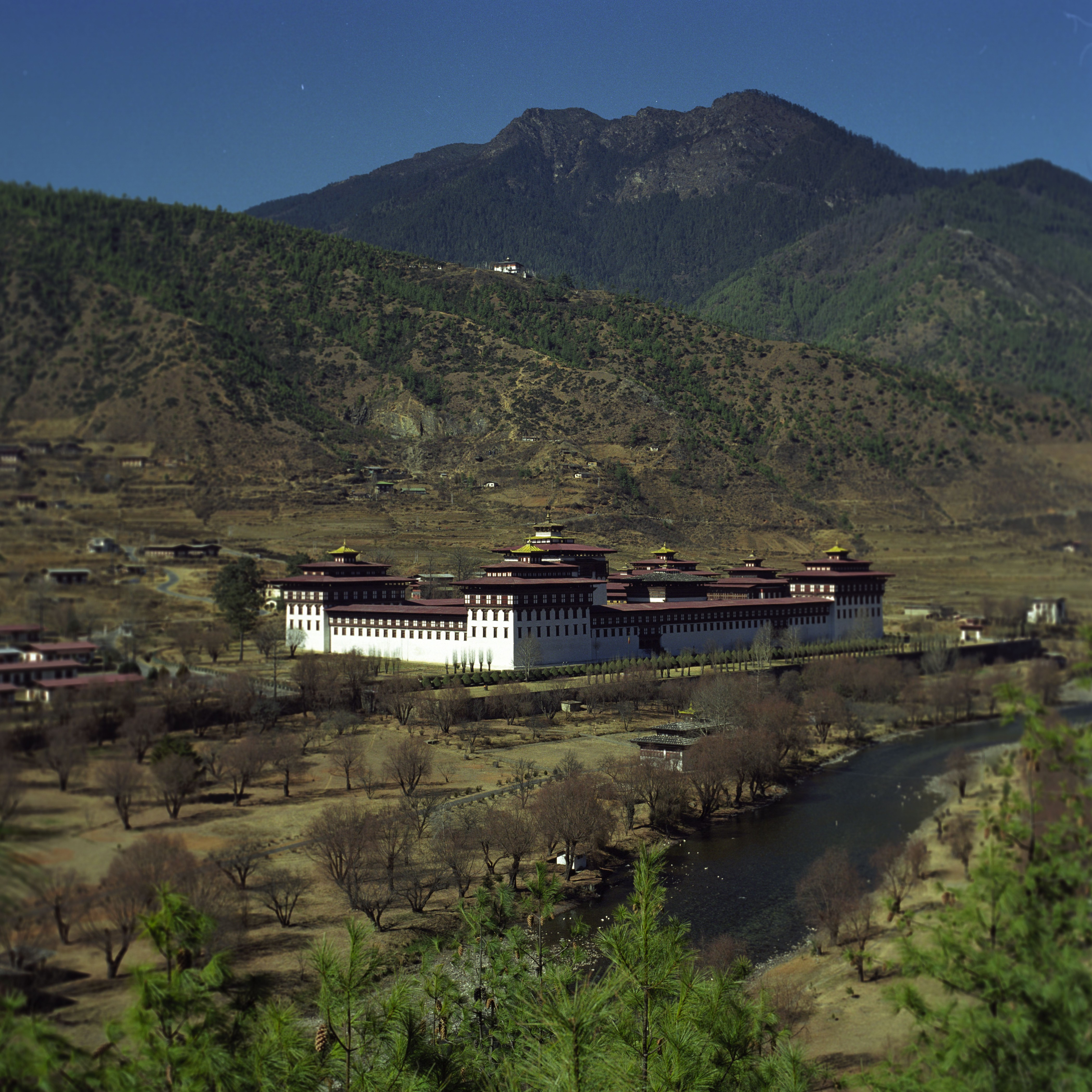
Viue du dzong Tashichho. Ce monastère-forteresse du XVIIe siècle, situé à la limite nord de la ville, est le siège du gouvernement du Bhoutan depuis 1952.

Avant 1960, en lieu et place de la ville, il n’y avait qu’un groupe de villages dispersés dans la vallée, parmi lesquels Motithang, Changangkha, Changlimithang, Langchupakha et Taba. Certains d’entre eux constituent aujourd’hui des districts de la ville. En 1885, une bataille s’est déroulée sur le site de l'actuel terrain de sport Changlimithang. Cette victoire a permis à Ugyen Wangchuck, le premier roi du Bhoutan, de prendre le contrôle de la quasi-totalité du pays . En mémoire de cet événement on a construit en 1974 sur ce site le Stade Changlimithang. Ce lieu a une grande importance symbolique pour la capitale. Le stade est principalement utilisé pour les matchs de football et les compétitions de cricket ou de tir à l'arc. Sous la dynastie Wangchuck, le pays est resté en paix et s’est développé grâce à l’action de monarques réformateurs. Le troisième roi de la dynastie, Jigme Dorji Wangchuck, a supprimé l’ancien système féodal et a en aboli le servage, redistribué les terres et modifié la fiscalité. Il a également réformé les pouvoirs exécutifs, législatifs et judiciaires. Le mouvement de réformes n’a pas cessé et en 1952 la décision a été prise de déplacer la capitale de Punakha à Thimphu. Ce n’est qu’en 1962 que la ville est devenu effectivement le siège du pouvoir. Le quatrième roi, Jigme Singye Wangchuck, a ouvert le pays à l’Inde afin d’accélérer son développement économique.
Le Bhoutan a rejoint le Plan de Colombo en 1962, l'Union postale universelle en 1969 et est devenu membre des Nations unies en 1971. La présence de missions diplomatiques et d'organismes de financement internationaux à Thimphu a entraîné une expansion rapide de la ville et lui a donné un statut de métropole,.
Jigme Singye, qui a créé l'Assemblée nationale en 1953, a délégué tous les pouvoirs exécutifs à un conseil des ministres élu par le peuple en 1998. Un système de vote de défiance à l'égard du roi a ensuite été introduit, ce qui a permis au Parlement d'exclure le monarque du processus décisionnel. Le Comité national de la constitution de Thimphu a commencé à rédiger la Constitution du Royaume du Bhoutan en 2001. Quatre ans plus tard, le quatrième monarque a annoncé sa décision de remettre les rênes du royaume à son fils, le prince Jigme Khesar Namgyel Wangchuck. Le couronnement a eu lieu en 2008 dans le stade national rénové. Il coïncidait avec le centenaire de la création de la dynastie Wangchuck 24,25,26. Cet événement marquait le passage de la monarchie absolue à une monarchie parlementaire constitutionnelle et démocratique. Thimphu devenait le siège du nouveau gouvernement et le pays se donnait comme objectif d'augmenter le « Bonheur national brut » (BNB) plutôt que de se concentrer sur la croissance du produit national brut (PNB),.

## Politique et administration

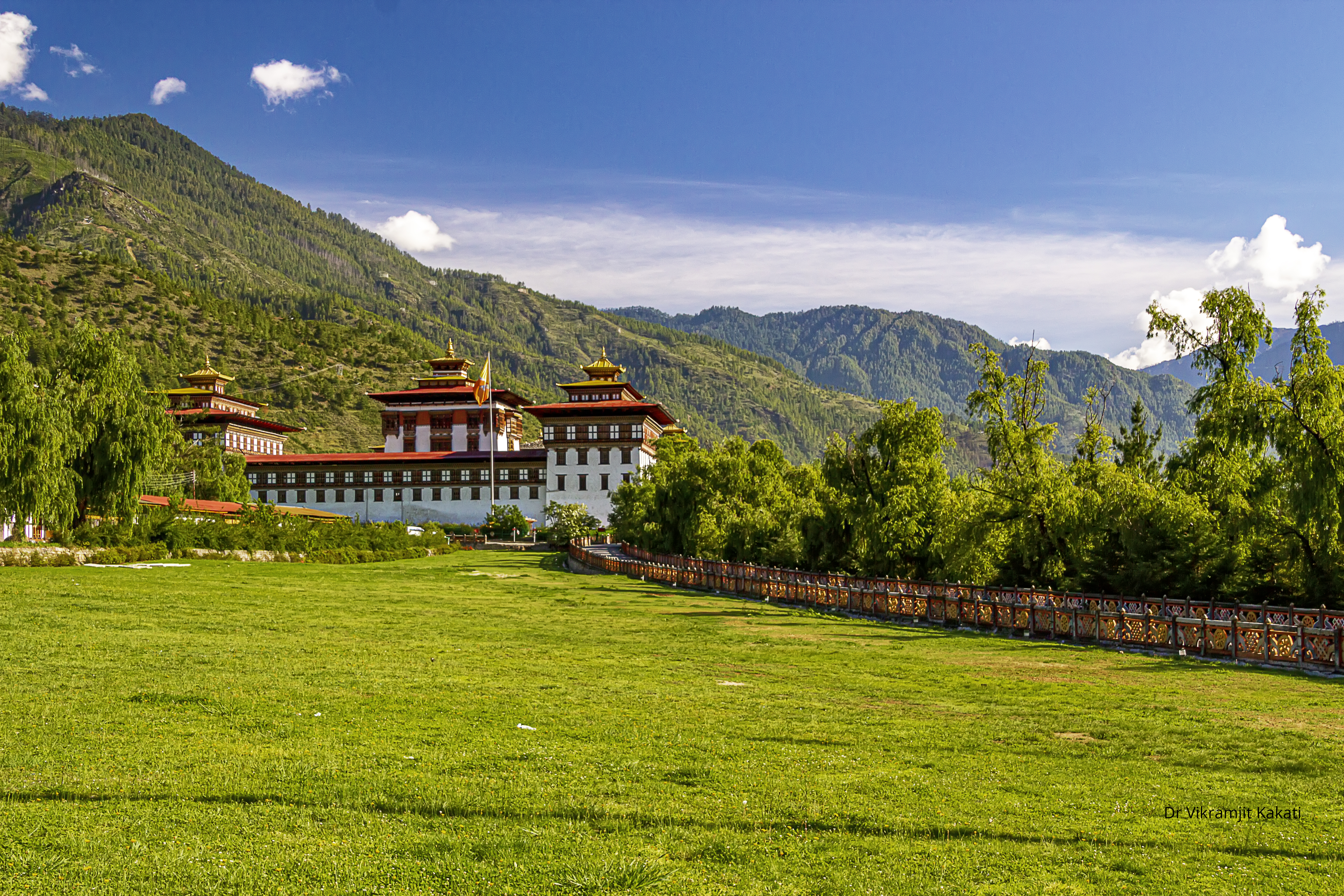
Palais de Dechencholing à Thimphou

Comme toute capitale, Thimphou accueille la plupart des institutions politiques importantes, notamment les ambassades et l'Assemblée nationale. Celle-ci compte 47 membres. Lors des premières élections générales du 24 mars 2008, le parti Druk Phuensum Tshogpa de Jigme Thinley a remporté la victoire avec 45 sièges.

### Administration civile
L'administration de la ville a été confiée à la Société Municipale de Thimphou (Thimphou Municipal Corporation). Créée en 1995 par décret royal, elle a été transformée en société autonome en 1999. Elle a à sa tête un maire, appelé « Thrompon ». Le maire est nommé par le ministère des Travaux publics et de l'Établissement humain (MoWHS). La direction de la société est confiée à un comité exécutif composé de 17 membres. Huit membres sont élus dans six zones et sept membres sont nommés parmi les organisations gouvernementales ; ils se réunissent environ toutes les six semaines.

### Sécurité

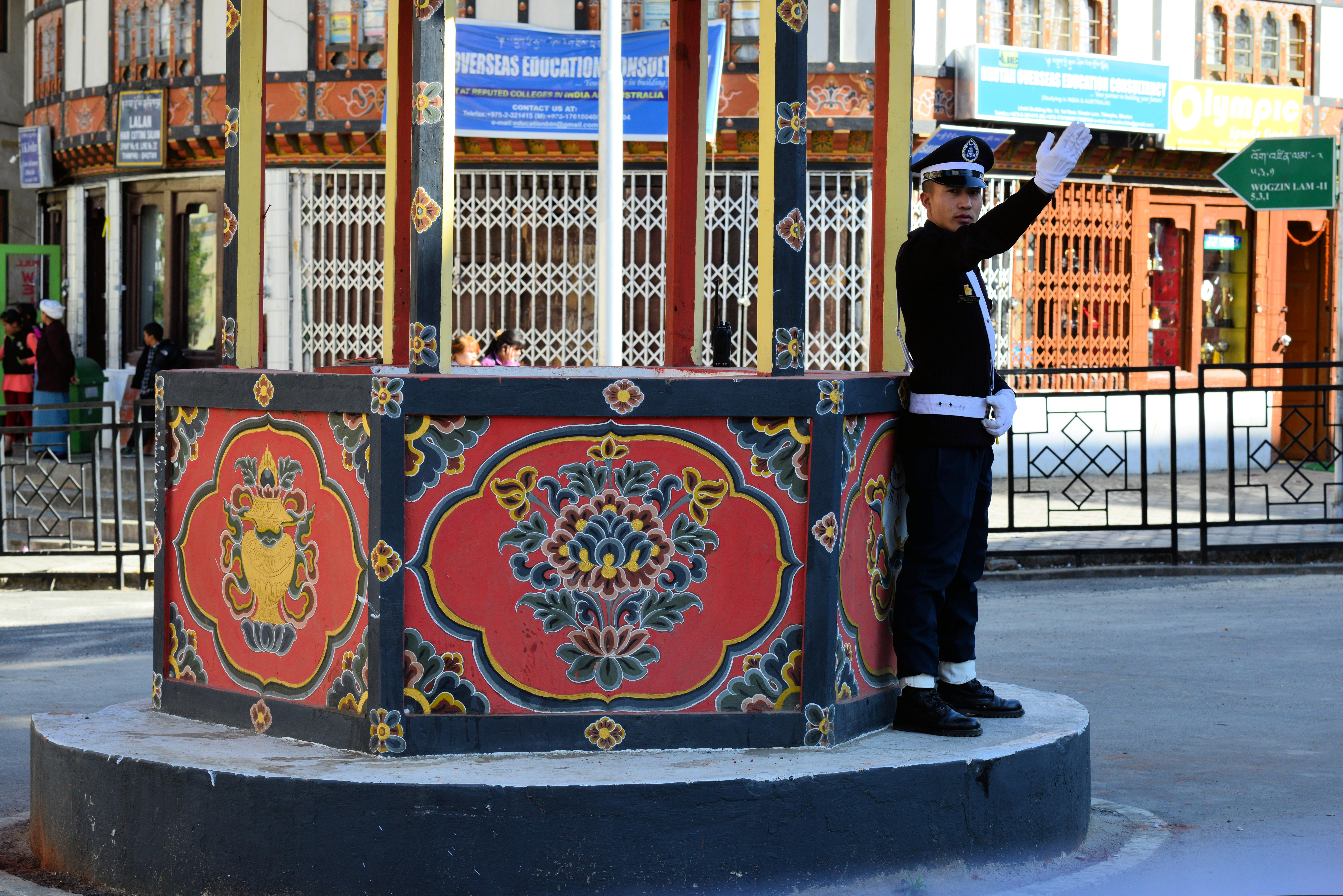
Agent de police régulant la circulation.

A Thimphou comme dans le reste du pays, le maintien de l’ordre et la sécurité sont assurés par la police royale du Bhoutan ; celle-ci constitue une branche des forces armées. Son quartier général a été installé dans la capitale en septembre 1965 quand 555 membres de l'armée royale du Bhoutan ont été réaffectés au corps nouvellement créé. L'institution est responsable de l'ordre public, du contrôle de la circulation et de la prévention de la criminalité. En 1988, un bureau d’analyse des empreintes digitales a été créé dans la ville, un sous-lieutenant a reçu une formation spécialisée pour assurer son fonctionnement. Le Bhoutan est devenu membre d'Interpol le 19 septembre 2005. Depuis cette date, l’organisation internationale maintient un bureau au siège de la police de Thimphou.
La police royale est commandée par un Chef de police, assisté d'un chef adjoint. Ils sont placés sous le contrôle du ministère de l'Intérieur et des Affaires culturelles. Le siège de la police est situé dans la capitale. Il est divisé en trois directions placées sous le commandement du Chef de police. Les districts sont regroupés en « rangs » ayant à leur tête un officier. Un district compte plusieurs commissariats de police, des avant-postes et des points de contrôle. L'officier le plus haut gradé est généralement désigné comme responsable du district. La ville et le district de Thimphou font partie du rang 1. Les recrues reçoivent une formation dans les centres de formation de la police de Zilnon et Namgyeling à Thimphou, de Jigmeling à Gelephu et de Tashigatshel à Chukha.

### Eau et assainissement
Deux entreprises publiques ont été créées à Thimphou et à Phuntsholing pour la prestation des principaux services publics. La Société Municipale de la capitale est chargées de fournir l’eau et d’assurer l’assainissement urbain dans la ville. Bien qu’elle soit autonome, les choix et les stratégies en matière d’équipement publiques relèvent du gouvernement central et plus particulièrement du ministère des Travaux publics et des Établissements humains.
En 2010, 90 % de la population de Thimphou avait accès à l'eau potable, même si l'approvisionnement était parfois intermittent à cause des fuites et de la forte demande des consommateurs. Pour y remédier, le 12e plan quinquennal du Bhoutan prévoyait d’assurer un approvisionnement constant en eau dans tout le pays en 2023,,. Par ailleurs, un système d'assainissement par égouts avec traitement par lagunage a été installé pour les quartiers du centre. Toutefois, certaines lacunes perduraient encore, comme par exemple un nombre insuffisant de toilettes et de bassins de décantation adaptés. Les stations d'épuration des eaux usées pour les zones urbaines restaient insuffisantes,,.
Thimphou dispose d'un système structuré de collecte et d'élimination des déchets. On prévoyait que la quantité de déchets produits dans la ville devait doubler entre 2000 et 2010. En 2010, l'élimination des déchets solides se faisait dans une décharge contrôlée. Pour pallier cette insuffisance on prévoyait de minimiser la production de déchets en développant les méthodes de tri,,.

### Jumelages et accords de coopération

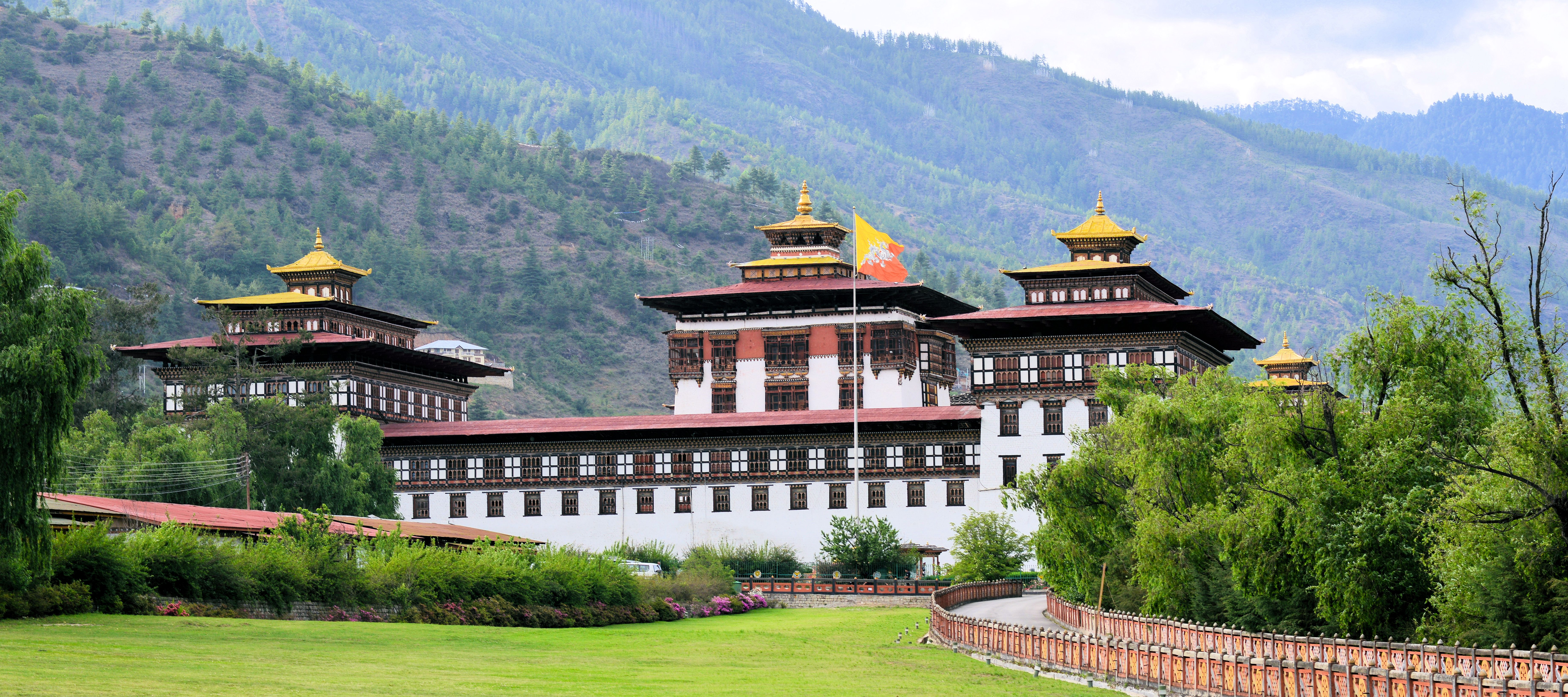
Tashichho dzong à Thimphou

- Manokwari (Indonésie) ;
- Hokkaido (Japon) ;

## Population et société

### Démographie

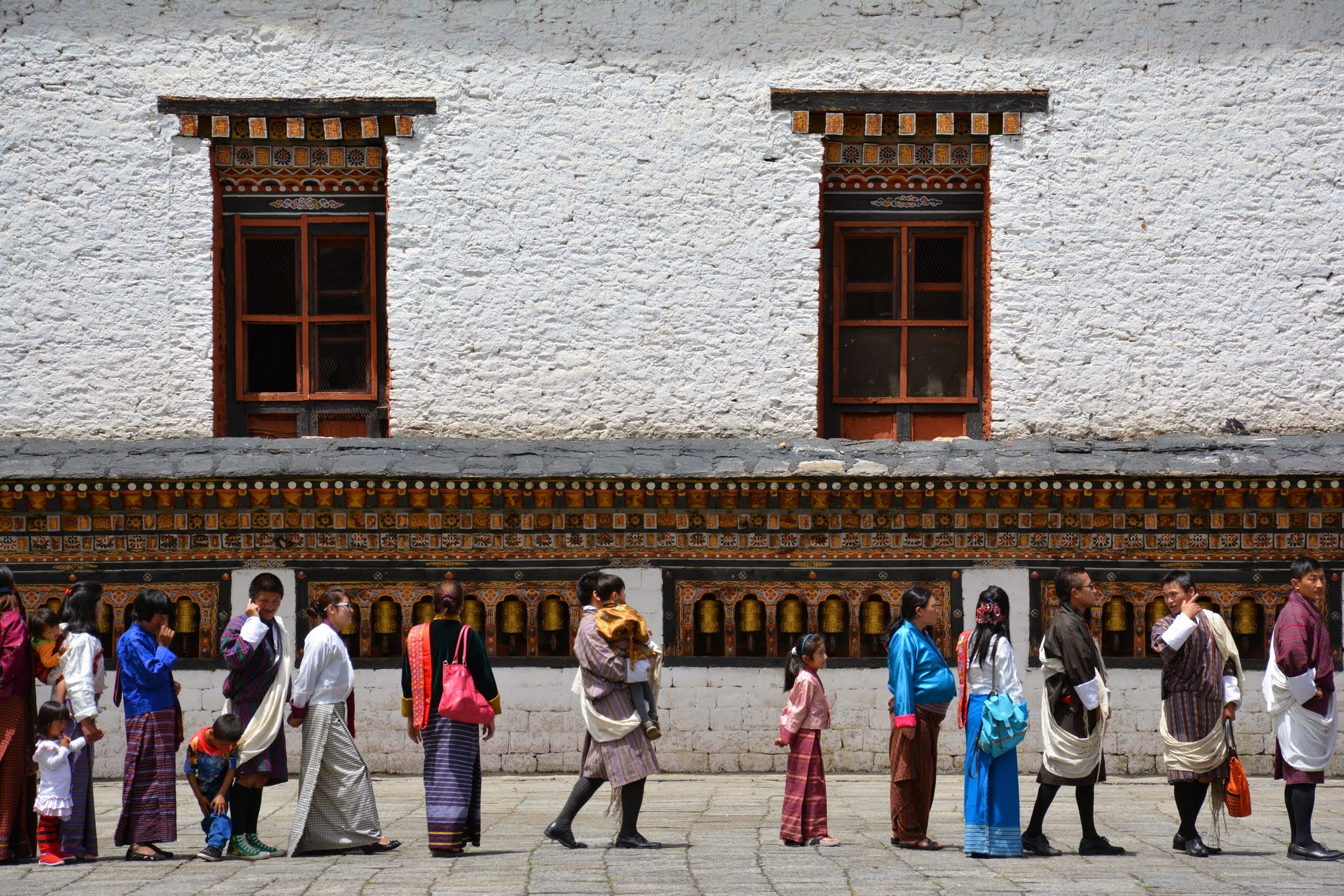
Scène de vie à Thimphou.
Les passants portent le vêtement traditionnel.

Le recensement du 31 mai 2005 évaluait la population de la ville à 79 185 habitants pour une densité de 3029 habitants/km². En 2010 était de 104 200 habitants. En 2011 la population s'élevait à 91 000 habitants, et en 2017 elle atteignait le nombre de 114 551 habitants, avec une densité de 4 382 habitants/km².

### Enseignement et formation
Le Bhoutan est resté totalement isolé jusque dans les années 1960, époque où le troisième roi du Bhoutan a décidé de faire construire des routes. Avant cette époque, l'instruction se limitait aux enseignements délivrés par les moines bouddhistes au sein des monastères. Seuls quelques privilégiés pouvaient se rendre à Darjeeling afin de recevoir un enseignement de type occidental.
Dans les écoles bhoutanaises le Dzongkha est obligatoire. Les écoles sont mixtes et quasiment gratuit mais il n'est pas obligatoire. Aujourd’hui, l’instruction publique est présente dans toutes les régions du pays. Thimphou compte de nombreux établissements d'enseignement allant de l’école jusqu’au niveau supérieur dans plusieurs disciplines. Il y a plus d'écoles privées à Thimphou que partout ailleurs au Bhoutan, elles sont toutes contrôlées par le ministère de l'Éducation. L'Autorité nationale de formation administre trois instituts techniques.
L'Université royale du Bhoutan est située en ville. Elle a été créée en 2003, et comprend plusieurs facultés, parmi lesquels l'Institut d'études linguistiques et culturelles (ILCS) à Simtokha qui propose une formation aux étudiants de premier cycle sur la langue, la culture et les traditions nationales du Bhoutan. Les étudiants diplômés de cette école deviennent pour la plupart des professeurs de Dzongkha. Les autres pôles sont l'Institut royal des sciences de la santé (RIHS), qui dispense une formation aux infirmières et aux techniciens de santé et l'Institut royal de gestion (RIM) qui dispense une formation en gestion administrative et financière pour les cadres intermédiaires. Outre les établissements publics, des écoles et collèges privés ont également été créés à Thimphou et dans d’autres régions du pays.
Le financement de la Banque mondiale a permis la création sur la commune de Thimphou d’un pôle informatique de 4 600 m² installé sur 90 ha de terrain à Babesa.

### Santé
Le système de santé de base propose une couverture gratuite pour tous les citoyens bhoutanais. Le système médical est essentiellement public. Les touristes étrangers qui ont besoin de soins médicaux sont également soignés gratuitement. Le principal centre de santé de Thimphou est l’hôpital national de référence. La « médecine traditionnelle » est également très pratiquée et un Institut de médecine traditionnelle a été créé dans la ville pour promouvoir les traitements à base de plantes, déjà largement pratiqués dans les zones rurales du pays.

#### Hôpital national de référence

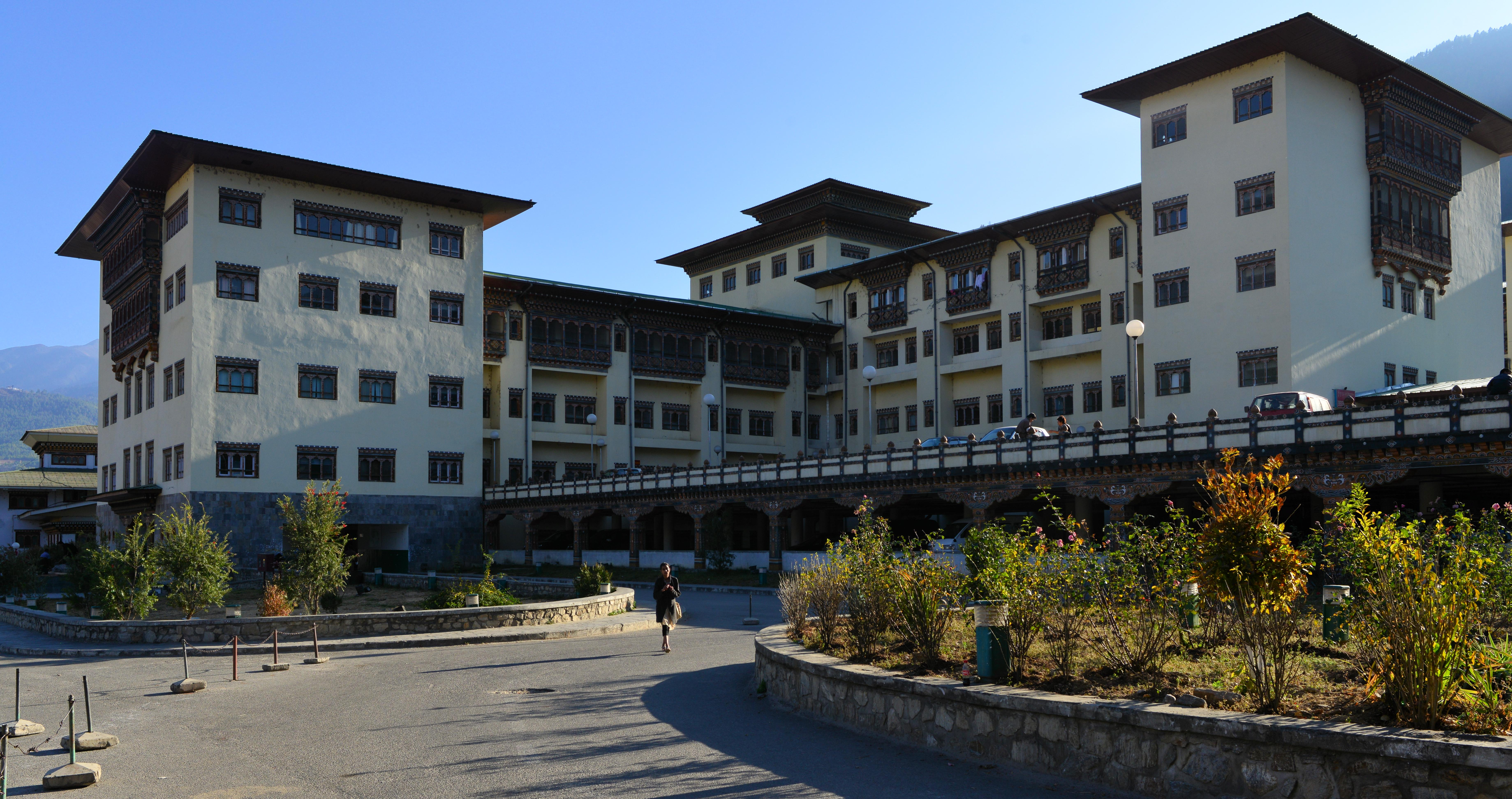
Bâtiment principal de l'hôpital national de référence.

L'hôpital national de référence de Thimphou a été créé en 1972, c’est le principal hôpital du Bhoutan. Il dispense les soins médicaux de base gratuits, les services d'urgence ainsi que les interventions chirurgicales spécialisées. L'hôpital dispose  d’un laboratoire d’analyse et des équipements de diagnostic nécessaires tel que tomodensitomètre ou IRM. Il y a cinq centres de santé à Thimphou. En plus de l’hôpital national on compte deux hôpitaux indiens  (l’hôpital DADANT à Tokharien et l’hôpital ATTRAIT dans le centre), le HUB de Dechencholing et la clinique de proximité de Motithang.

#### Institut de médecine traditionnelle
L'Institut de médecine traditionnelle a été créé en 1979 avec l'aide de l'Organisation mondiale de la santé dans le but de développer et promouvoir la phytothérapie bhoutanaise, déjà utilisée par la population rurale du pays depuis des siècles. L'Institut est situé sur le promontoire en haut d’une colline qui surplombe la ville. Sa structure de bois et construite dans le style d'une demeure seigneuriale. La médecine bhoutanaise a été influencée par la médecine traditionnelle tibétaine ainsi que par certains éléments de la médecine indienne, notamment celui des « Trois fumées de la bile, du vent et des mucosités » qui « dictent l'état de notre santé physique et spirituelle ». Le Cordyceps sinensis (champignon chenille), qui pousse dans les collines du Bhoutan, est très utilisé dans cette médecine.

### Sports

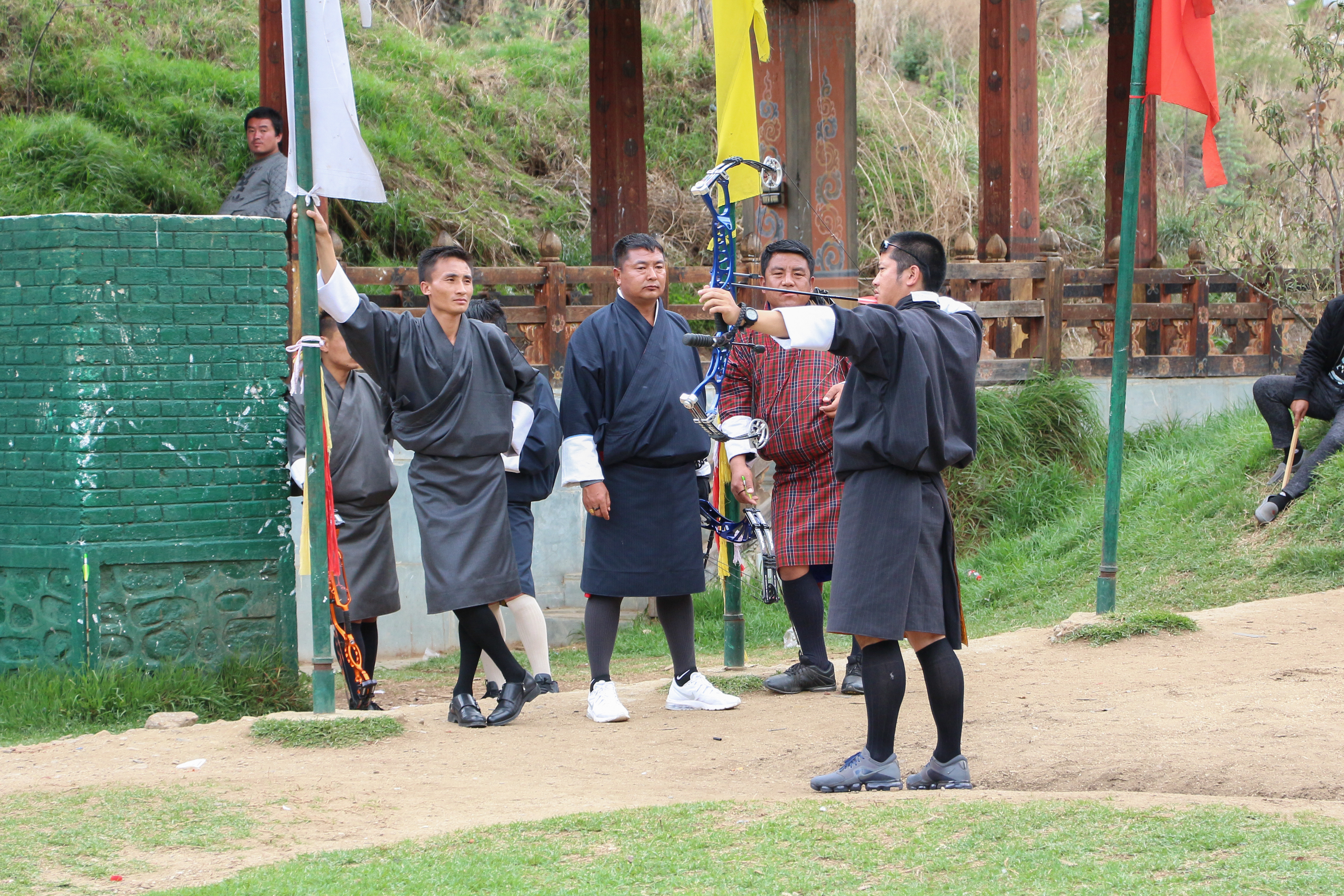
Compétition de tir à l'arc à Thimphou.

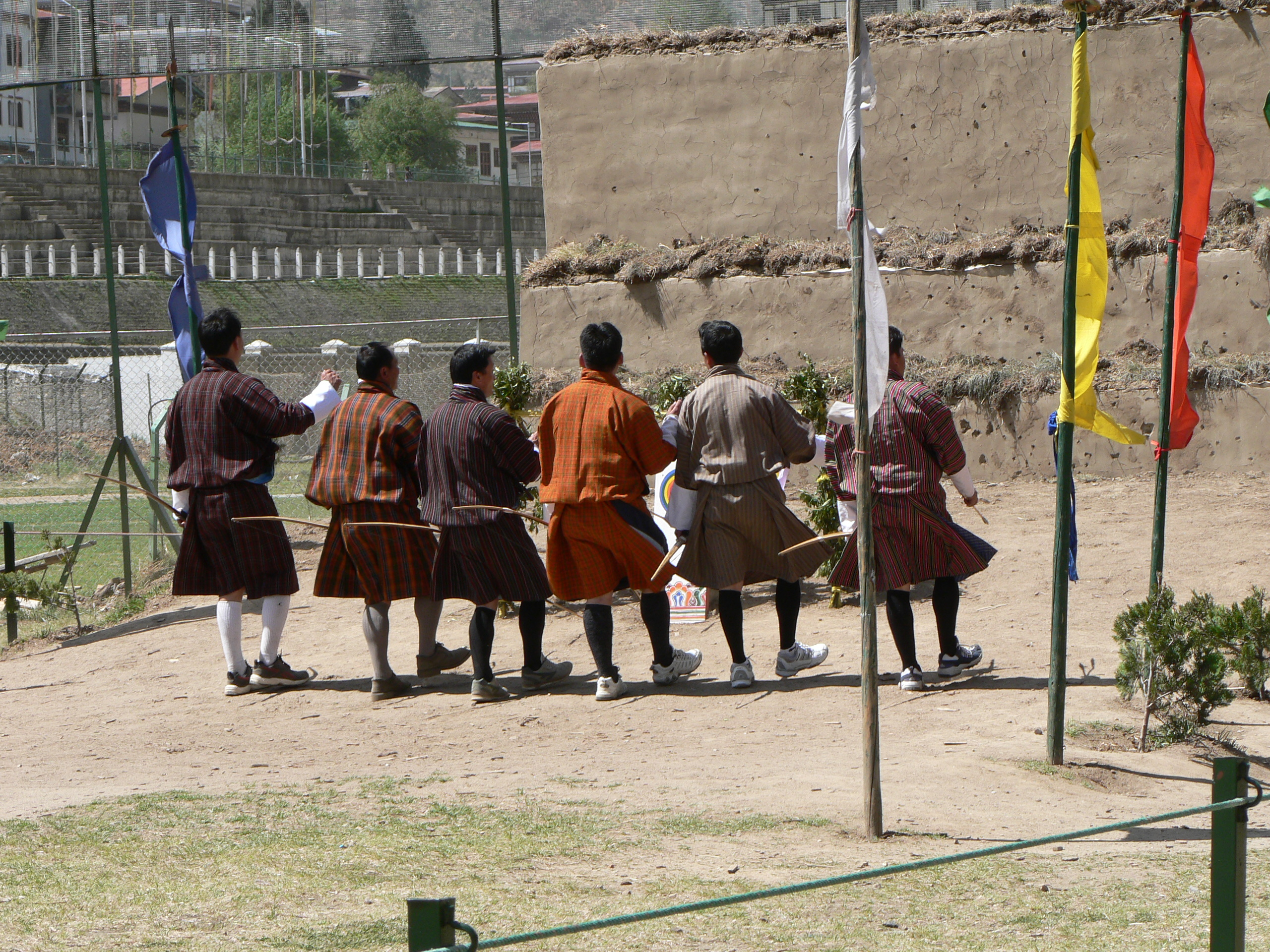
Danse des vainqueurs du tir à l'arc au stade Changlimithang.

#### Comité olympique
Le Comité olympique du Bhoutan a été créé en novembre 1983, son président est le roi du Bhoutan et son siège est à Thimphou. Le Bhoutan a participé pour la première fois aux Jeux olympiques de 1984 de Los Angeles. A cette occasion, six archers, trois hommes et trois femmes, ont représenté le pays,. Depuis 1984, le Bhoutan a présenté des archers masculins et féminins à chaque Jeux Olympiques d'été,.

#### Le tir à l’arc
Le tir à l'arc (datse) est le sport national du Bhoutan, il se joue aussi bien avec des arcs et des flèches traditionnels qu’avec des arcs modernes. Il est organisé au niveau national au sein de la Fédération bhoutanaise de tir à l'arc. À Thimphou, on y joue au stade de sports et de tir à l'arc Changlimithang. Ce sport est au cœur de l'identité culturelle de la nation et tous les tournois commencent par une cérémonie traditionnelle. Pour assister aux rencontres et encourager leurs équipes préférées, les femmes viennent dans leurs plus belles tenues colorées. Les hommes se tiennent près de la cible qui sont espacées à des intervalles de 140 mètres et s’amusent à narguer les joueurs quand ils manquent leur cible. Les équipes qui remportent les tournois et leurs supporters fêtent leur victoire en chantant et en esquissant des pas de danse.

#### Sports traditionnels
Comme les moines ne sont pas autorisés à jouer au tir à l'arc, ils pratiquent à un autre sport populaire appelé le « daygo ». Ce jeu consiste à lancer une pierre plate en forme de disque. Un autre jeu du même type est appelé « pungdo ». C’est un jeu populaire qui consiste également à lancer de grosses pierres très lourdes. Un autre jeu typique du Bhoutan est le jeu de fléchettes appelé « Khuru ». On y joue avec des cibles courtes et des fléchettes en bois serties d'un clou et d’ailettes en plumes de poule.

#### Sports modernes
De nombreux sports modernes sont également pratiqués dans le stade national de Thimphou. Les sports à la mode sont le football, le basket-ball, le golf, le Taekwondo (le Bhoutan a remporté une médaille d'or dans ce sport aux Jeux de la Fédération d'Asie du Sud en 2004), le squash, le golf (prisé par l'élite de la classe moyenne) et, depuis quelques années, le cricket. Thimphou compte douze équipes de cricket et deux petits terrains de golf. Le premier se trouve près de la Maison de l'Inde et l'autre entre le Tashichhoe Dzong et la Bibliothèque nationale. Ce dernier est un parcours de neuf trous et s’appelle le Royal Thimphu Golf Course ; il a été créé à l'initiative du roi Jigme Dorji Wangchuck en 1971.

#### Stade Changlimithang

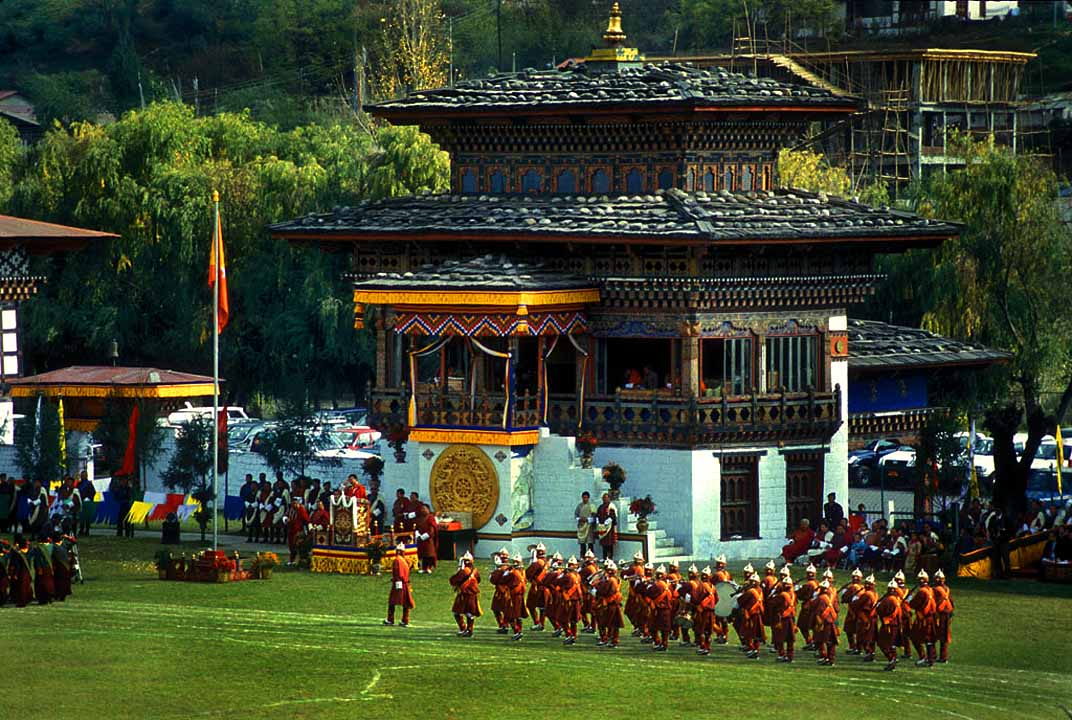
Le stade Changlimithang lors d'un défilé.

Le stade Changlimithang est le stade de Thimphou et le stade national du Bhoutan. Ce stade polyvalent a été construit en 1974 pour célébrer le couronnement du roi Jigme Singye Wangchuck, le quatrième Druk Gyalpo. Sa capacité était de 10 000 spectateurs mais depuis sa rénovation en 2007 il peut accueillir 25 000 personnes. Celle-ci a été initiée à l’occasion du centenaire du règne de la dynastie Wangchuk au Bhoutan ainsi que pour les célébrations du couronnement du cinquième roi du Bhoutan, Jigme Khesar Wangchuck qui a eu lieu le 6 novembre 2008. Il couvre désormais une superficie d'environ 11 hectares. C'était également le lieu où se déroulaient les célébrations nationales à partir de l'époque du troisième roi du Bhoutan. L'historicité du terrain de Changlimithang remonte à la bataille de 1885 qui a établi la suprématie politique de Ugyen Wangchuk, le premier roi du Bhoutan. À côté du stade principal se trouvent le terrain de football, le terrain de cricket et le stand de tir à l'arc. De nombreux tournois de tir à l'arc sont organisés ici avec des arcs à poulies importés et des arcs traditionnels en bambou. Le stade principal est utilisé pour des sports polyvalents et d'autres fonctions. Un film documentaire intitulé L'Autre Finale a été tourné lors d'un match de football spécial organisé par la FIFA qui opposait le Bhoutan (202e sur 203 au classement mondial), et Montserrat (203e),,,

### Médias
Le Service de radiodiffusion du Bhoutan a été créé en 1973. C’était d’abord un service de radio diffusant sur ondes courtes à l'échelle nationale et sur la bande FM à Thimphou. Il est contrôlé par le gouvernement. Le Bhoutan a longtemps été le dernier pays au monde à ne pas avoir la télévision sur son territoire. Le service de radiodiffusion a lancé des émissions de télévision et des chaînes par satellite en 1999 à l’occasion du couronnement du quatrième roi du Bhoutan. Peu de temps après, le programme de modernisation voulu par le roi a mis en place la télévision. En 2002, il y avait 42 chaînes de télévision distribuées par deux câblo-opérateurs,.
Le journal Kuensel a été lancé  à Thimphu en 1965. C’était d’abord un bulletin gouvernemental, puis  en 1986 il s’est transformé en hebdomadaire national. Il est resté le seul journal au Bhoutan jusqu'en 2006, date à laquelle deux autres journaux, le Bhutan Times et le Bhutan Observer, ont été lancés. En 1992, Kuensel, qui appartenait initialement au gouvernement, est devenue une société autonome intégrée dans le Royal Government Press. Cette société publie le journal Kuensel en anglais, népalais et dzongkha (bhoutanais),.
Radio Vallée FM. 99.9 est une nouvelle radio privée qui a commencé à émettre à Thimphu. Elle s'ajoute aux anciennes stations BBS et Kuzoo FM qui existaient déjà.

### Vie nocturne
En 2013, une vie nocturne commençait à se développer à Thimphou et il y avait quelques boîtes de nuit en ville. Les discothèques de Thimphou ont la réputation d'avoir une bonne ambiance. Elle offrent de belles attractions et une musique de grande qualité. On y a vu apparaitre des célébrités occidentales.

### Religion
Le Bouddhisme vajrayāna est la religion d'État et la lignée Drukpa est l'école dominante du pays. Dans le sud du Bhoutan, les hindous d'origine népalaise sont majoritaires. Le principal corps monastique compte 1 160 moines ; il est dirigé par un chef spirituel, le Je Khenpo. Celui-ci demeure six mois à Thimphou au Tashichho Dzong et six autres mois au Punakha Dzong à Punakha. Un Conseil des Affaires Ecclésiastiques présidé par le Je Khenpo siège à Thimphou. Il est responsable de la gestion du Chörten commémoratif de Thimphou, ainsi que de tous les centres de méditation bouddhistes, des écoles d'études bouddhistes ainsi que des organismes monastiques centraux et de district. Les affaires courantes du conseil sont sous la responsabilité du Je Khenpo.

## Économie

### Commerce

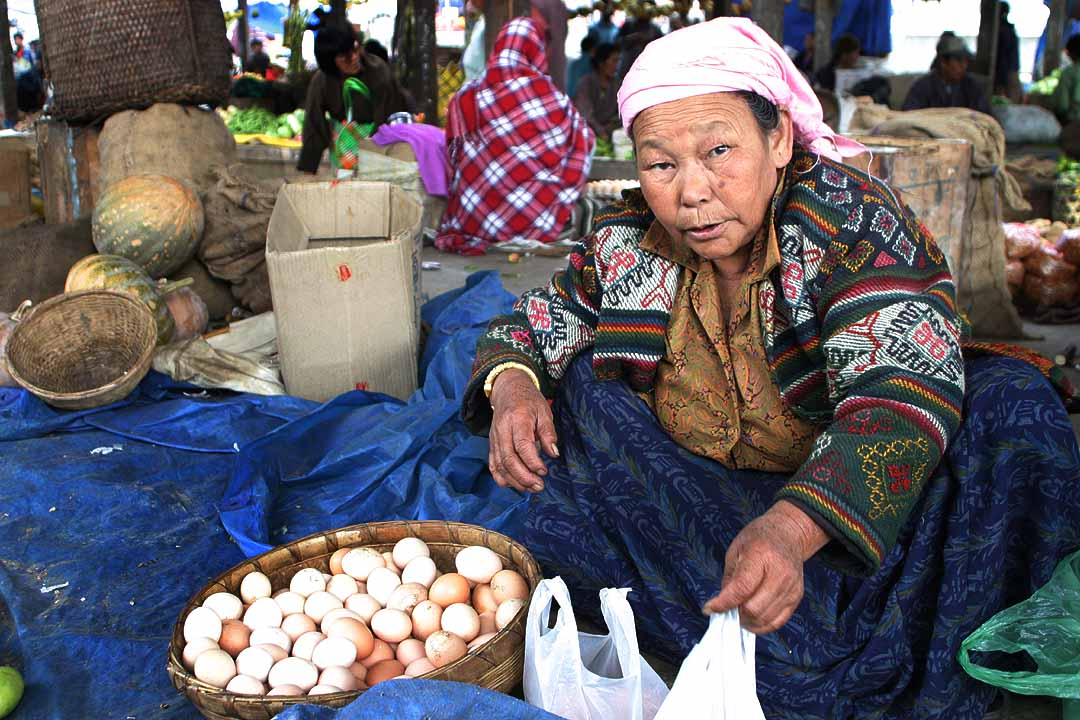
Marché local.

Thimphou est le centre économique du Bhoutan et réalise 45 % du PIB total du pays. Chaque fin de semaine, un grand marché se tient au centre de la ville. C’est le seul moment où les habitants de la ville peuvent se fournir en fruits et légumes frais. Le reste de la semaine, ils doivent aller dans les supermarchés. On trouve sur ce marché du beurre de yack, du fromage, des bols en bois et des tissus.

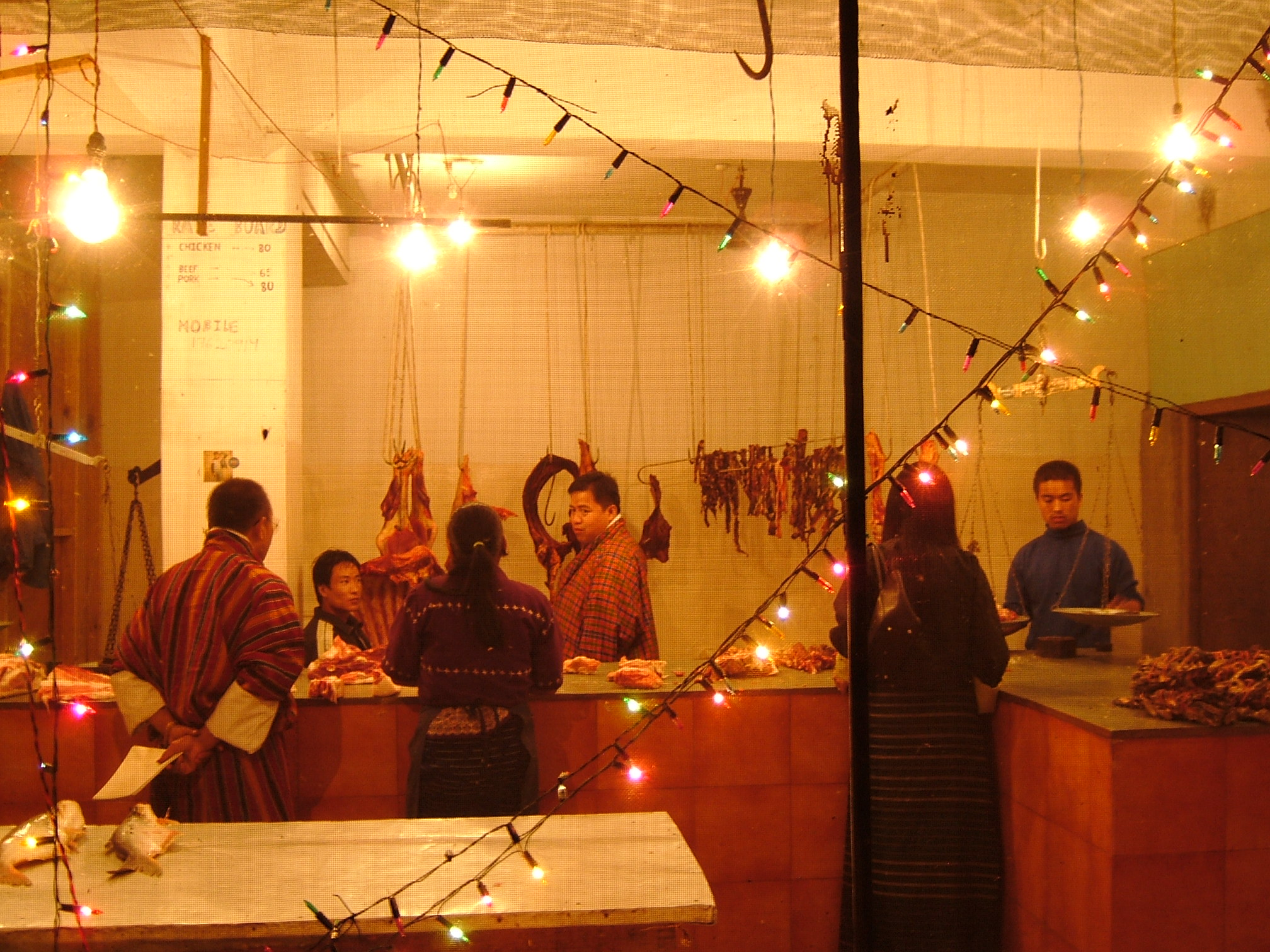
Une boucherie à Thimphou.

Dans les boutiques alentour, on trouve  de la vaisselle, de l'électroménager, des chaussures, des soieries et des tapis en provenance de Chine ou du Bangladesh. Avant la construction de halles et de plates-formes couvertes en 1986 et 1989, les commerçants qui venaient de tout le Bhoutan pour vendre leurs produits s’installaient sur la place centrale et dormaient à la belle étoile. Un bâtiment destiné à la vente de produits carnés a été construit au nord du marché.

### Tourisme
Lorsque le Bhoutan s'est ouvert au tourisme en 1974, on a créé la Société Nationale du Tourisme afin de promouvoir les voyages individuels et en groupe vers les destinations culturelles nationales. L'accent devait être mis sur les points forts tels que le bouddhisme bhoutanais, l’art du tissage, les oiseaux, la nature et la randonnée pédestre. Cet organisme a été privatisé en 1994 et rebaptisée Bhoutan Tourism Development Corporation. La société possède et gère également des hôtels et des gîtes touristiques dans les principaux centres touristiques du pays. Elle possède sa propre flotte de voitures et emploie des interprètes dans plusieurs langues internationales pour accompagner les voyageurs.
Thimphu n'a pas une vie nocturne très animée, mais le nombre de clubs et de salles de jeu tend à s’accroitre. Dans Norzim Lam, la rue principale de la ville, on trouve des magasins, des petits hôtels et des restaurants. A proximité il y a le Musée du textile du Bhoutan, la Bibliothèque nationale, l’hôtel Peling, l’hôtel Wangchuck et le terrain de sport.
La rue Drentoen Lam est parallèle à l'artère principale de la capitale. On y trouve la poste, des établissements bancaires et administratifs, des boulangeries et plusieurs magasins de musique. La Chambre de Commerce, la Direction du Tourisme et le Ministère du Commerce sont également implantés sur cette avenue. En 2006, un nouveau quartier commerçant a été ouvert entre Doebum Lam et Norzim Lam. Il comprend le complexe commercial Zangdopelri, le Phuntsho Pelri Hotel and Seasons et même un restaurant italien.

## Lieux et monuments
L’architecture traditionnelle de Thimphu, mais aussi du Bhoutan, est essentiellement représentée par des édifices religieux : les dzongs (monastères fortifiés), les lhakhangs (temples) et les chörtens (nom local des stupas). Les drapeaux de prières et les moulins à prières sont toujours associés à ces bâtiments. Les  bâtiments les plus intéressants de la ville sont le Tashichho dzong, le goempa de Drubthob (couvent de Ziluka), le monastère de Tango, le monastère de Cheri, le chörten commémoratif, le monastère de Dechen Phodrang et le lhakhang de Changangkha,.
Les bâtiments plus récents réalisent une fusion entre l’architecture traditionnelle et l’architecture moderne. Pour la plupart ils ont été construits après 1962, date à laquelle Thimphu est devenue la capitale du Bhoutan et a été ouverte au tourisme dans le cadre de plusieurs plans de développement quinquennaux. Parmi les bâtiments de cette catégorie, il y a entre autres l'Institut National de Zorig Chusum, la Bibliothèque nationale, le Bâtiment de l'Assemblée nationale et l'ASACR, l'Institut national de médecine traditionnelle, le Musée du textile, le Studio des Artistes Volontaires, l'Académie royale des Arts du Spectacle, la tour de télécommunications. Les bâtiments résidentiels ont vu des changements dans leurs méthodes de construction mais ont conservé le style traditionnel bhoutanais,.

### Dzong

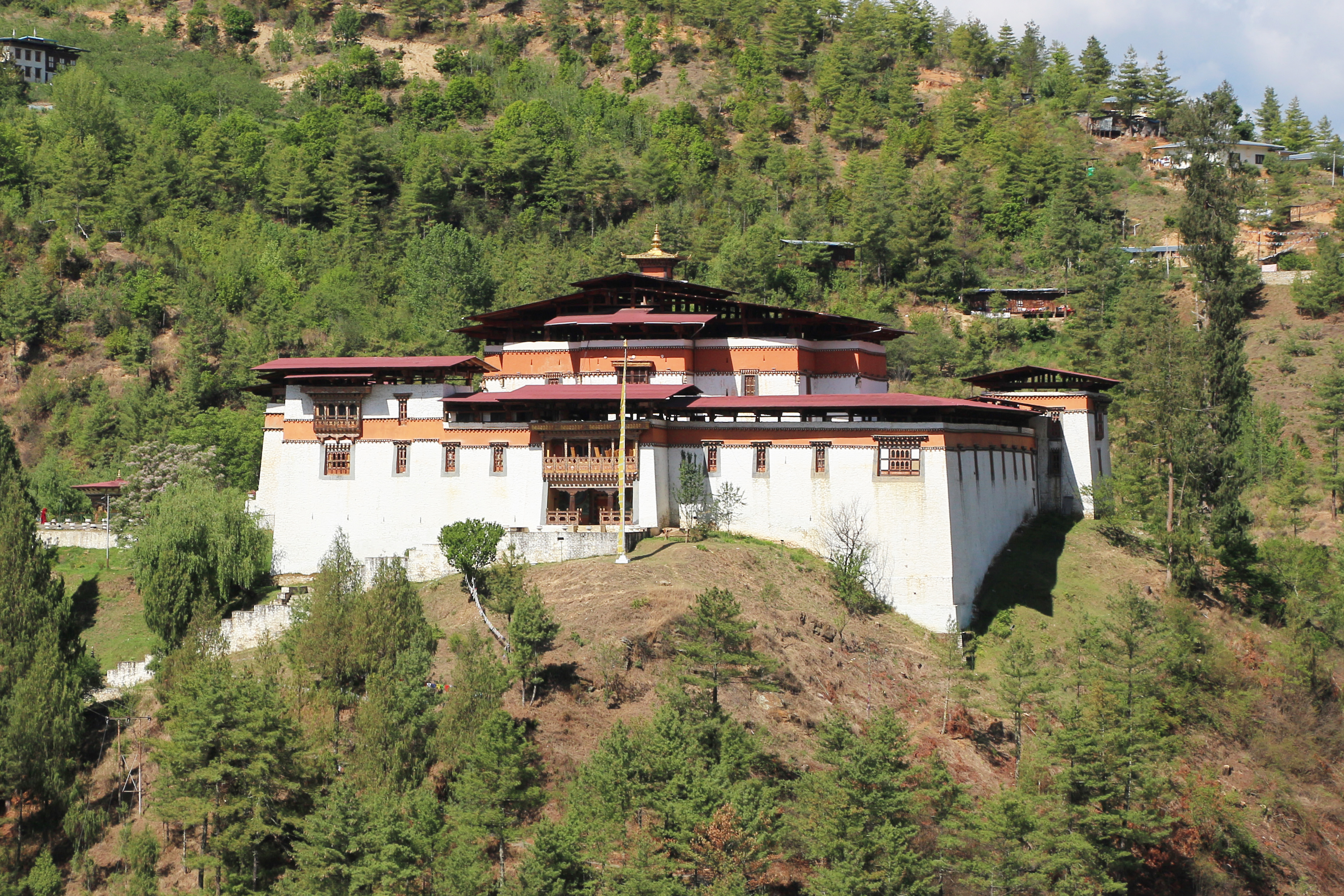
Le dzong Simtokha, le plus ancien du pays.

Le Tashichho dzong, (la Forteresse de la glorieuse religion), est un monument remarquable situé sur la rive ouest de la rivière Wang. Le bâtiment a connu plusieurs rénovations au fil des siècles après des incendies et des tremblements de terre. En 1641, lors de l’avènement de l'école Drukpa Kagyu, le Lama Phajo et le Shabdrung ont acquis ce dzong et l’ont rebaptisée « Tashichoe ». C’est à cette époque que  l’on a commencé à utiliser les dzongs à la fois comme centres religieux et comme centres administratifs. Outre la salle du trône et les bureaux de la monarchie du Bhoutanaise, il abrite actuellement le Secrétariat central et les bureaux des ministères de l'Intérieur et des Finances. L'Assemblée nationale, qui était autrefois située dans cette forteresse, se trouve désormais dans le bâtiment du siège bhoutanais de l'ASACR.
L'autre dzong de la ville est la forteresse de Simtokha, connue sous le nom de Sangak Zabdhon Phodrang (Palais de la signification profonde des mantras secrets). C'est le plus ancien dzong encore existant : il a été créé en 1629 par l’unificateur du pays Shabdrung Ngawang Namgyal. Le site a été attaqué à plusieurs reprises au XVIIe siècle, mais a survécu aux sièges et a connu de nombreuses rénovations. Il s'agit d'un dzong plus petit d’environ 60 m², situé à environ 5 kilomètres au sud de Thimphou. Le bâtiment abrite l'un des principaux instituts d'apprentissage du dzongkha, l'Institut d'études linguistiques et culturelles : les moines et les civils étudient dans l'institution ; ceux qui sortent de cette école deviennent pour la plupart enseignants de la langue nationale.

### Monastères
Le monastère de Dechen Phodrang, le Palais du Grand Bonheur, est une congrégation bouddhiste située au nord de la capitale. En 1971, elle est devenue école monastique avec 450 moines étudiants inscrits suivant un cursus de huit ans. Le monastère abrite un certain nombre d'objets historiques importants du Bhoutan pays, notamment des peintures du XIIe siècle répertoriées par l’Unesco, et une imposante statue de Namgya. Un Bouddha Sakyamuni est installé dans la chapelle du rez-de-chaussée,.
Le monastère de Tango est situé au nord de Thimphou, près de la montagne Cheri. Il a été fondé par le Lama Gyalwa Lhanampa au XIIIe siècle et construit sous sa forme actuelle en 1688 par Tenzin Rabgye, le 4ème souverain temporel. La légende locale raconte que l'emplacement de ce monastère est le lieu saint où Avalokiteshvara s'est révélé comme « le soi-même » - forme émanée du Hayagriva courroucé. L'emplacement avait été prophétisé au Tibet. En 1616, le Tibétain Shabdrung Ngawang Namgyal méditait dans sa grotte, la forme auto-émanée du courroucé Hayagriva est divinisée dans le monastère. Il appartient à l’école bouddhique Drukpa Kagyu du Bhoutan. Le mot « Tango » en langue bhoutanaise signifie « tête de cheval ». Ce nom est conforme à la divinité principale Hayagriva (nom local : Tandin) déifiée dans le monastère.
Le monastère de Tango est construit à la manière d’un dzong. IL possède un mur extérieur semi-circulaire et une tour principale proéminente avec des renfoncements. Il recouvre les grottes où à l'origine la méditation et les miracles étaient accomplis par les saints à partir du XIIe siècle.
Derrière la série de moulins à prières on trouve des ardoises gravées. À l'intérieur de la cour, une galerie illustre les dirigeants de la lignée Drukpa Kagyupa.
Le monastère de Cheri, aussi appelé monastère de Chagri Dorjeden, a été le premier monastère fondé par Ngawang Namgyal en 1620 alors qu’il avait 27 ans. Le Shabdrung a passé trois ans en isolement strict à Chagri et y a résidé pendant de nombreuses périodes pendant le reste de sa vie. C’est sur ce site, que le premier ordre monastique Drukpa Kagyu du Bhoutan a été créé C’était en 1623. Le monastère est aujourd'hui un centre majeur d'enseignement et de retraite de l'école Drukpa Kagyu du sud. Situé à l'extrémité nord de la vallée de Thimphou, à environ 15 kilomètres de la capitale, il se dresse sur une colline au bout de la route de Dodeyna. Un chörten en argent placé à l'intérieur du monastère consacre les cendres du père du Shabdrung
.

Monastères de Thimphou : dans l'ordre, Dechen Phrodrang, Tango et Cheri
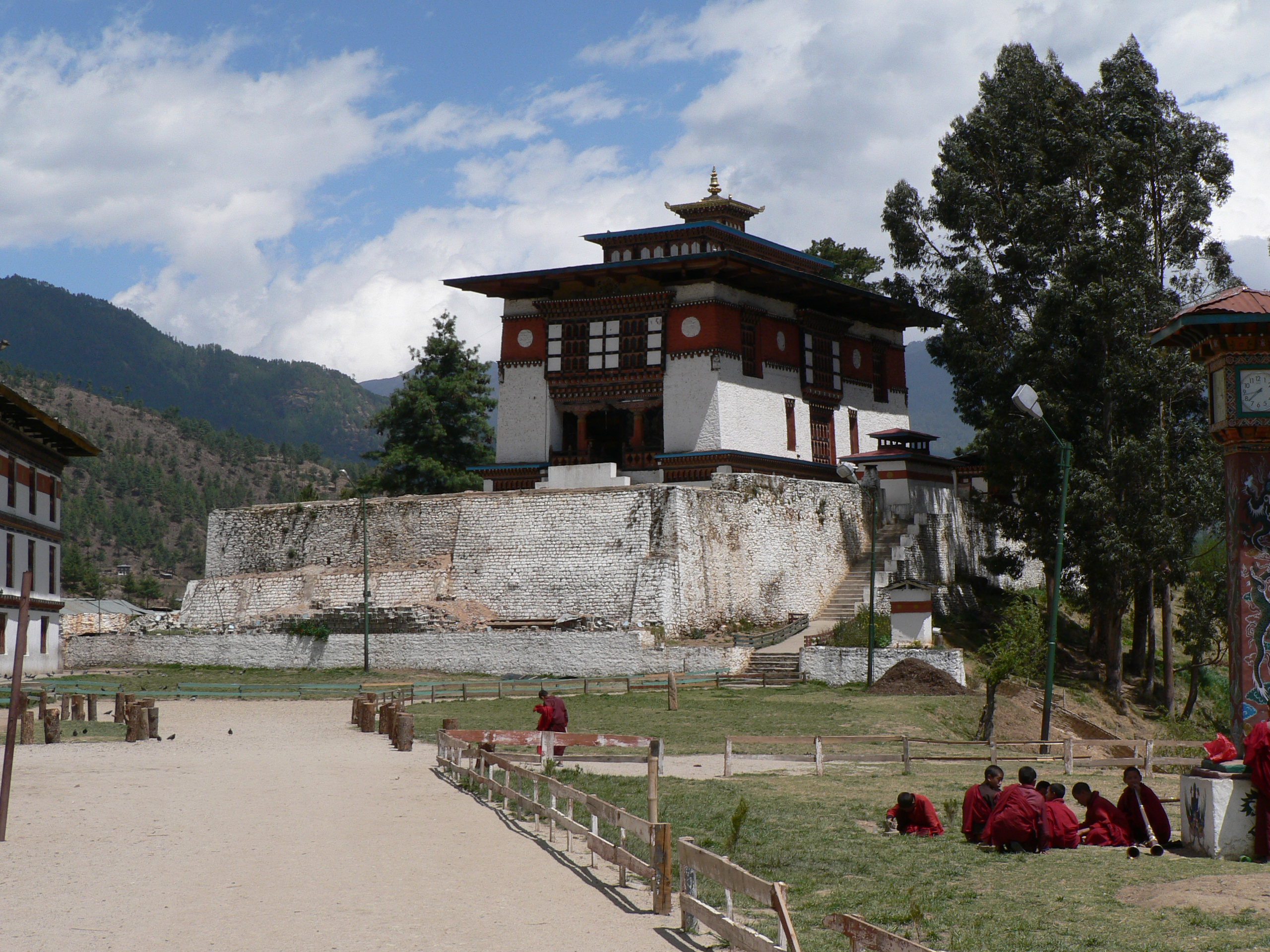
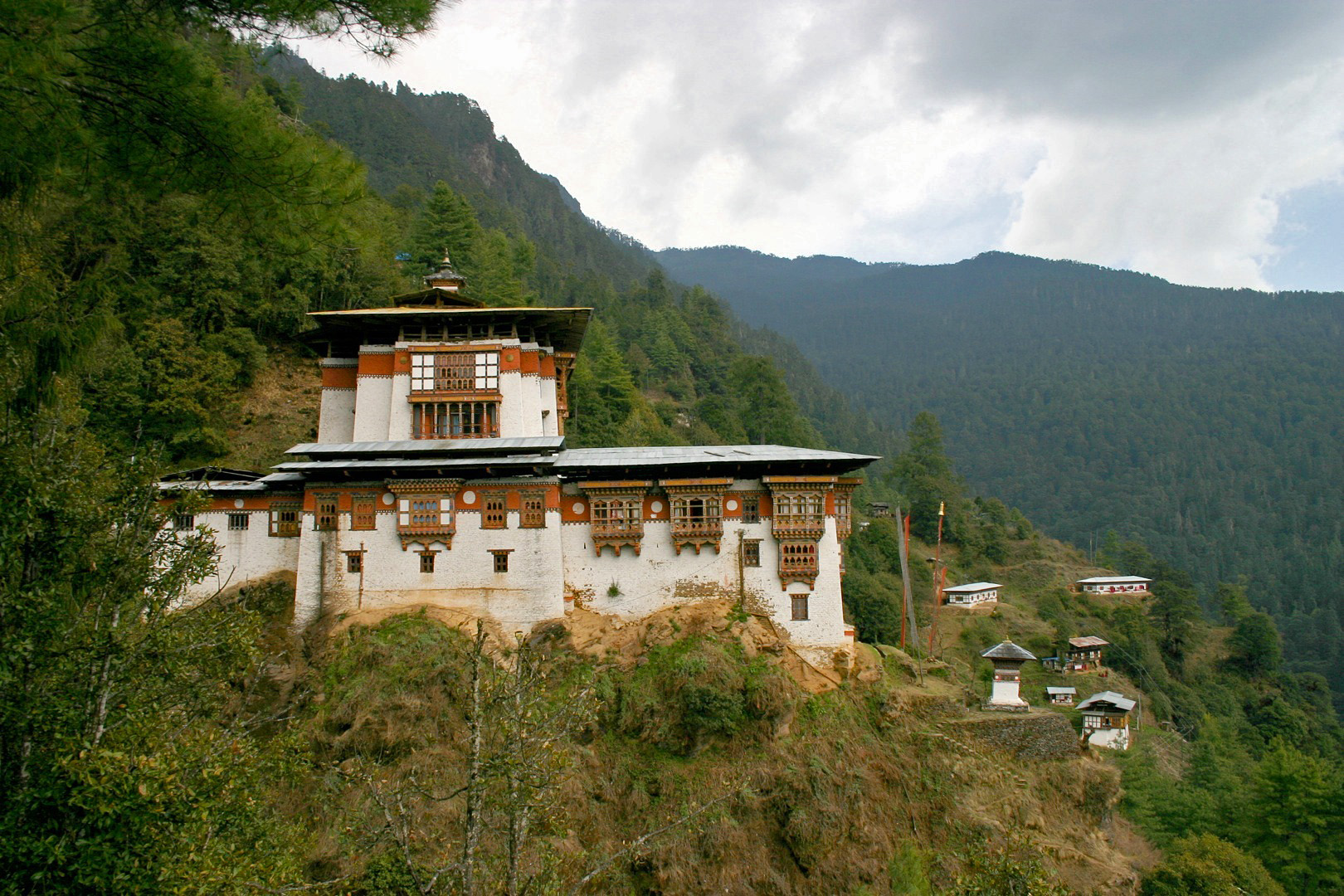
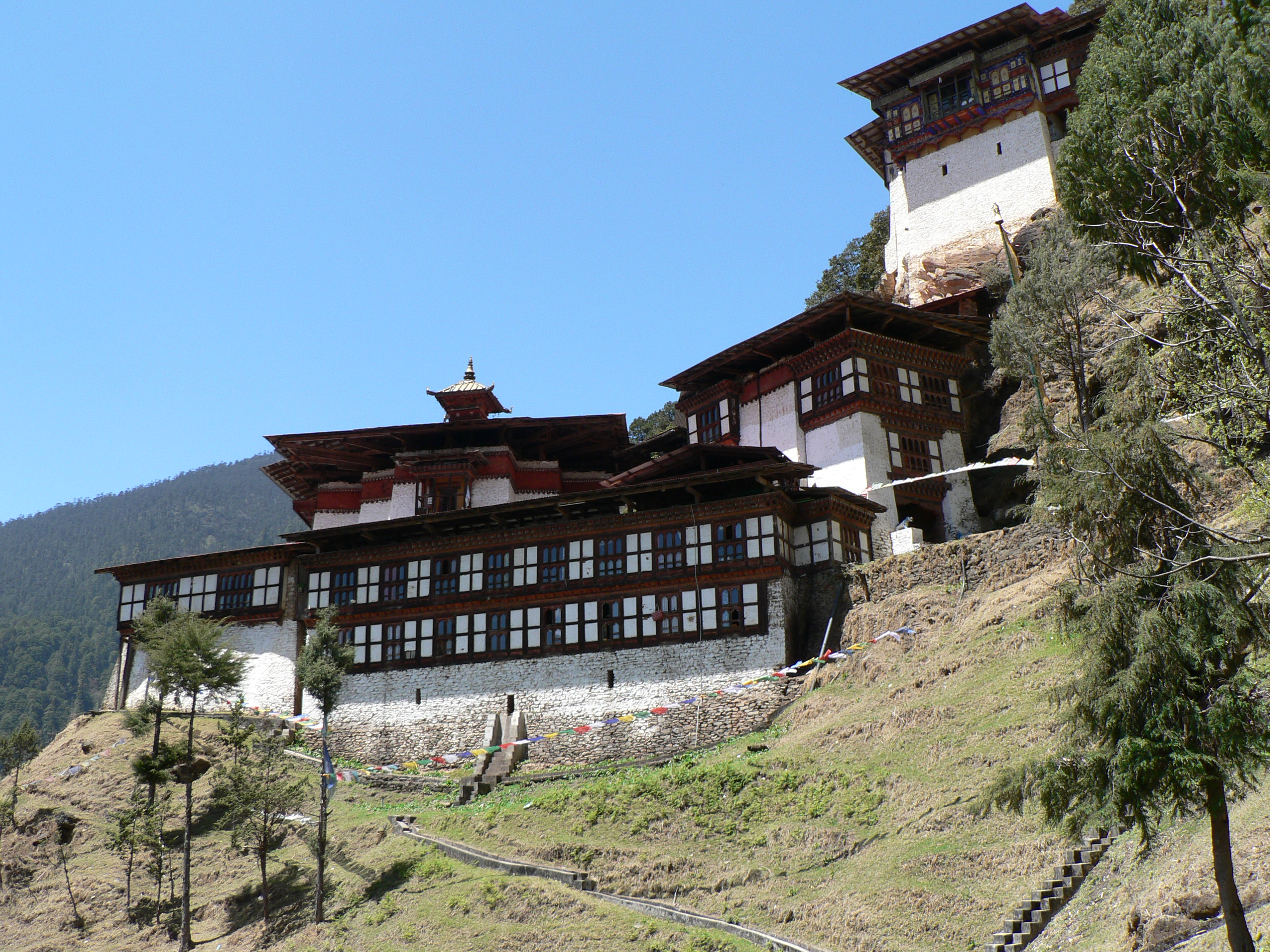

### Statue du Bouddha Dordenma
Le Bouddha Dordenma est une statue en bronze représentant le Bouddha du trône Vajra. Elle a été construite au centre des ruines de Kuensel Phodrang à environ 100 mètres de la rivière Wang. Ce monument abrite plus de cent mille petites représentations du Bouddha, elles aussi en bronze recouvert d'or. Avec une hauteur de 51,5 mètres, c'est l'une des plus grandes représentations du Bouddha Budarupa. Sa construction a été réalisée par l’entreprise chinoise Aerosun Corporation de Nanjing et a coûté 47 millions de dollars. Le coût total du projet a dépassé les 100 millions de dollars. L'intérieur du monument accueille 100 000 bouddhas dorés de 20 cm de haut et 25 000 bouddhas dorés de 30 cm de haut. Le projet, qui devait être achevé en octobre 2010, commémore le centenaire de la monarchie bhoutanaise et est censé réaliser deux prophéties : au XXe siècle, Sonam Zangpo a prédit qu'une grande statue du Padmasambhava serait construite dans la région « pour accorder des bénédictions  de paix et de bonheur au monde entier ». La statue est également mentionnée dans les anciens thermes du Guru Padmasambhava, qui datent du VIIIe siècle et que le tertön Pema Lingpa a récupéré il y a environ 800 ans,. En 2016, la Commission anti-corruption a lancé une enquête au sujet du détournement de fonds relatif au projet. Cinq années plus tard, le bureau du procureur général a inculpé l'ancien chef de projet, Anim Damcho, de 19 accusations criminelles.

### Chörten commémoratif

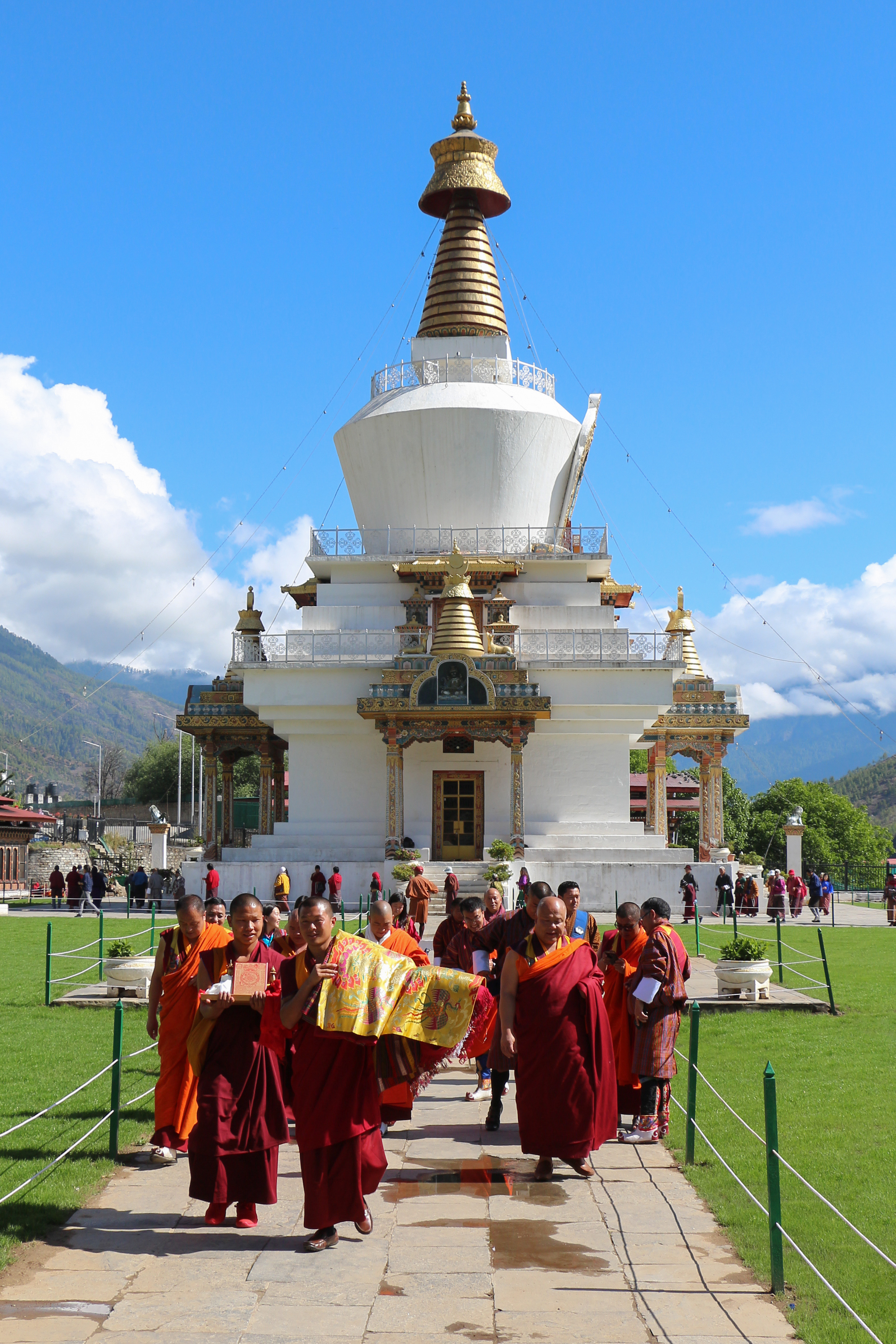
Moines bouddhistes marchant vers le chörten commémoratif.

Le chörten commémoratif, aussi appelé « chörten de Thimphou », est un monument situé dans le centre-sud de la ville, près du rond-point principal et de l'hôpital militaire indien. Ce chörten a été construit en 1974 en l'honneur du troisième roi du Bhoutan, Jigme Dorji Wangchuck (1928-1972). Décoré de cloches et de flèches dorées, c’est un des monuments les plus importants de la ville, et un des plus connus du Bhoutan ; il a été restauré en 2008. Le monument a été consacré par feu Dudjom Rimpoche. Ce chörten est différent des autres car son but n'est pas de consacrer la dépouille d’un roi défunt mais de « représenter l'esprit de Bouddha » ; la photo du monarque en costume de cérémonie orne une salle au rez-de-chaussée. Il a été construit dans le style tibétain que l’on appelle « Jangchup Chörten ». Il présente l’aspect d’un stupa classique, avec un pilier pyramidal couronné par un croissant de lune et le soleil, mais il a la particularité d’avoir sa partie arrondie évasée vers l'extérieur, ce qui lui donne la forme d'un vase plutôt que celle d’un dôme. Le chörten représente des images plus grandes que nature de divinités tantriques, dont 36 d'entre elles ont des postures érotiques.

### Architecture civile
En matière d’architecture civile, le palais de Dechencholing est un des bâtiments les plus intéressants. Situé au nord de Thimphou, sur la rive est de la rivière Wang, il servait de résidence à la grand-mère du roi, Gayum Phuntsho Choden Wangchuck. Le 11 novembre 1955, le roi Jigme Singye Wangchuck y est né, mais il réside aujourd’hui au palais de Samteling,.
Les autres points architecturaux remarquables sont la Poste Nationale et la place de la Tour de l'Horloge.
Le bureau de la Poste nationale est situé dans l'aile nord d'un immeuble sur Dremton Lam Road. On y trouve le Bureau philatélique du Bhoutan qui vend des timbres du pays. Leur présentation colorée et leur édition limitée en font des objets de collection recherchés.
La Place de l’Horloge quant à elle est entourée de boutiques, de restaurants, de fontaines et ornée des traditionnels moulins à prières bhoutanais.

### La réserve nationale de takins de Motithang

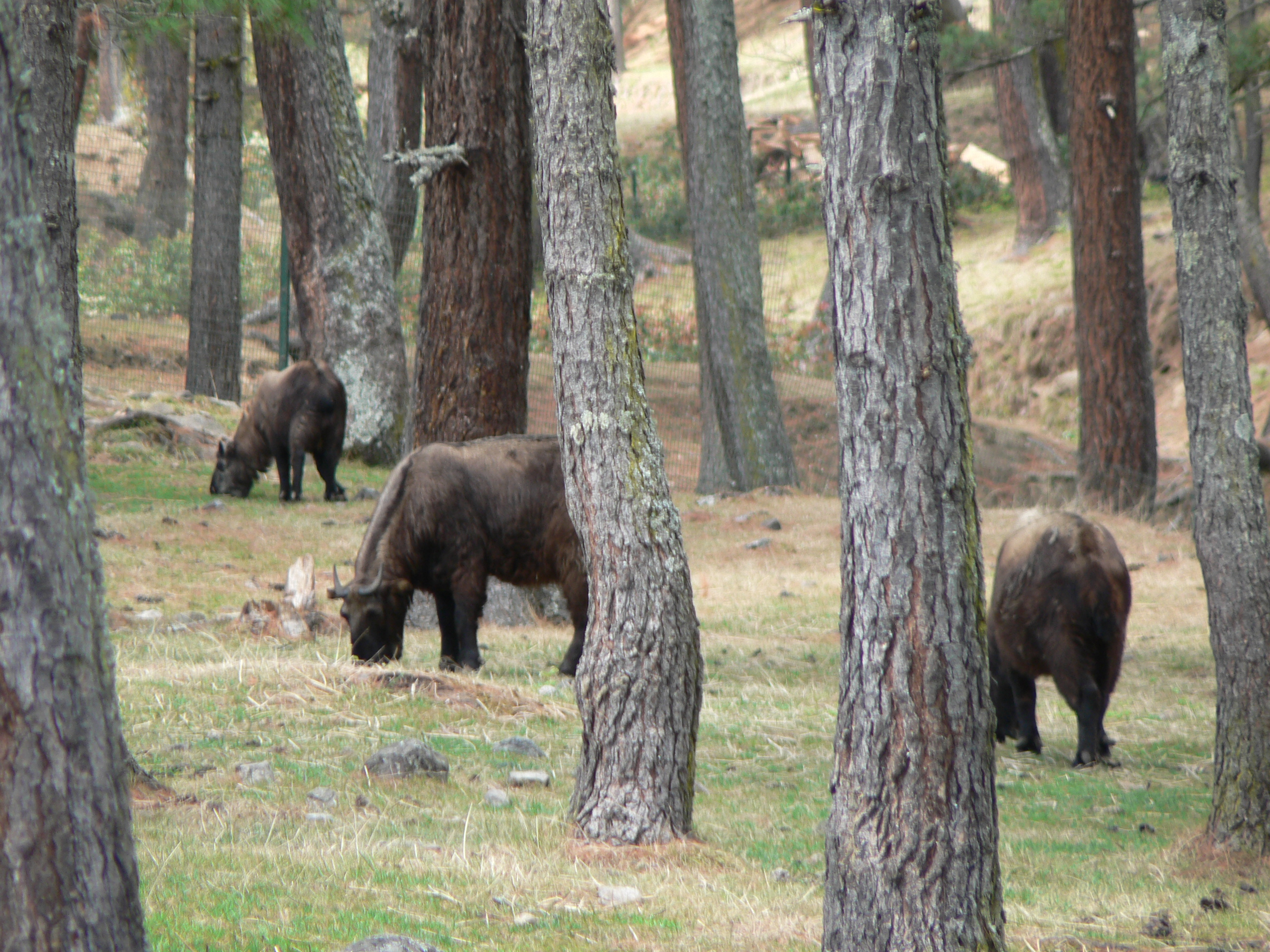
Takins dans la réserve de Motithang.

La réserve nationale de takins de Motithang est une réserve faunique située sur le territoire municipal. Elle a pour mission de préserver le takin (Budorcas taxicolor), animal emblématique au Bhoutan. Celui-ci a un caractère sacré car la légende raconte qu’il a été créé au XVe siècle par le lama Drukpa Kunley.
À l’origine, les animaux étaient parqués dans une sorte de zoo. Le roi du Bhoutan a estimé qu'il n’était pas convenable pour un pays bouddhiste d’emprisonner des animaux pour des raisons religieuses et environnementales. Il a ordonné la fermeture du zoo et la libération des animaux. On s’est alors rendu compte que les animaux refusaient de coloniser la forêt où on les avait relâchés et qu’ils préféraient rester dans les rues de la ville à la recherche de fourrage. Il a donc été décidé de créer une réserve exclusive pour qu'ils puissent vivre librement. Le takin a été déclaré « animal national » le 25 novembre 2005,.
Devenue un lieu de visite prisé à Thimphou, la réserve de Motithang a développé son patrimoine faunistique en introduisant des panda roux, des saros, des sambars et des cerfs.

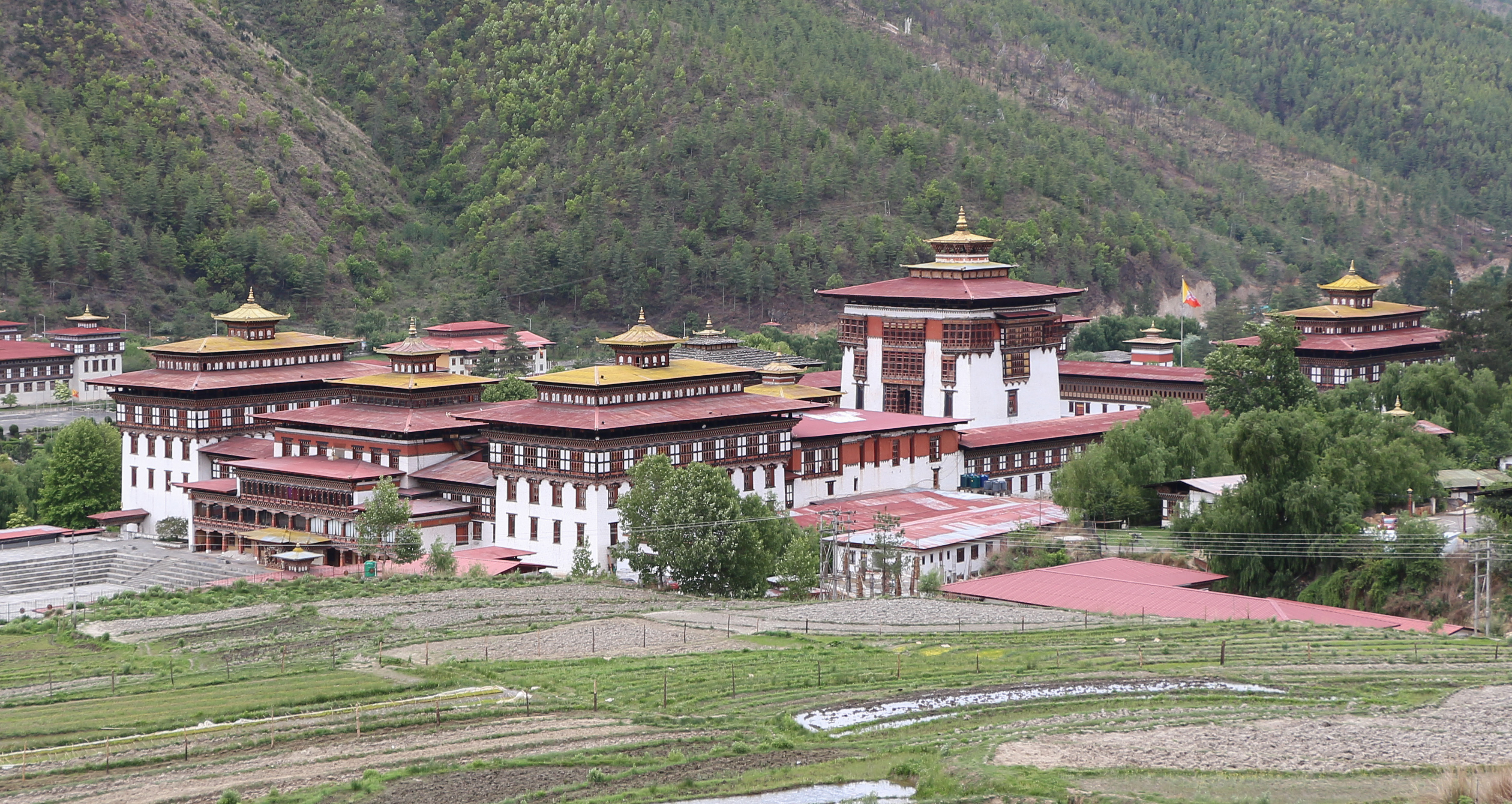
Le Dzong de Tashichho, au nord de la ville.

.

## Culture

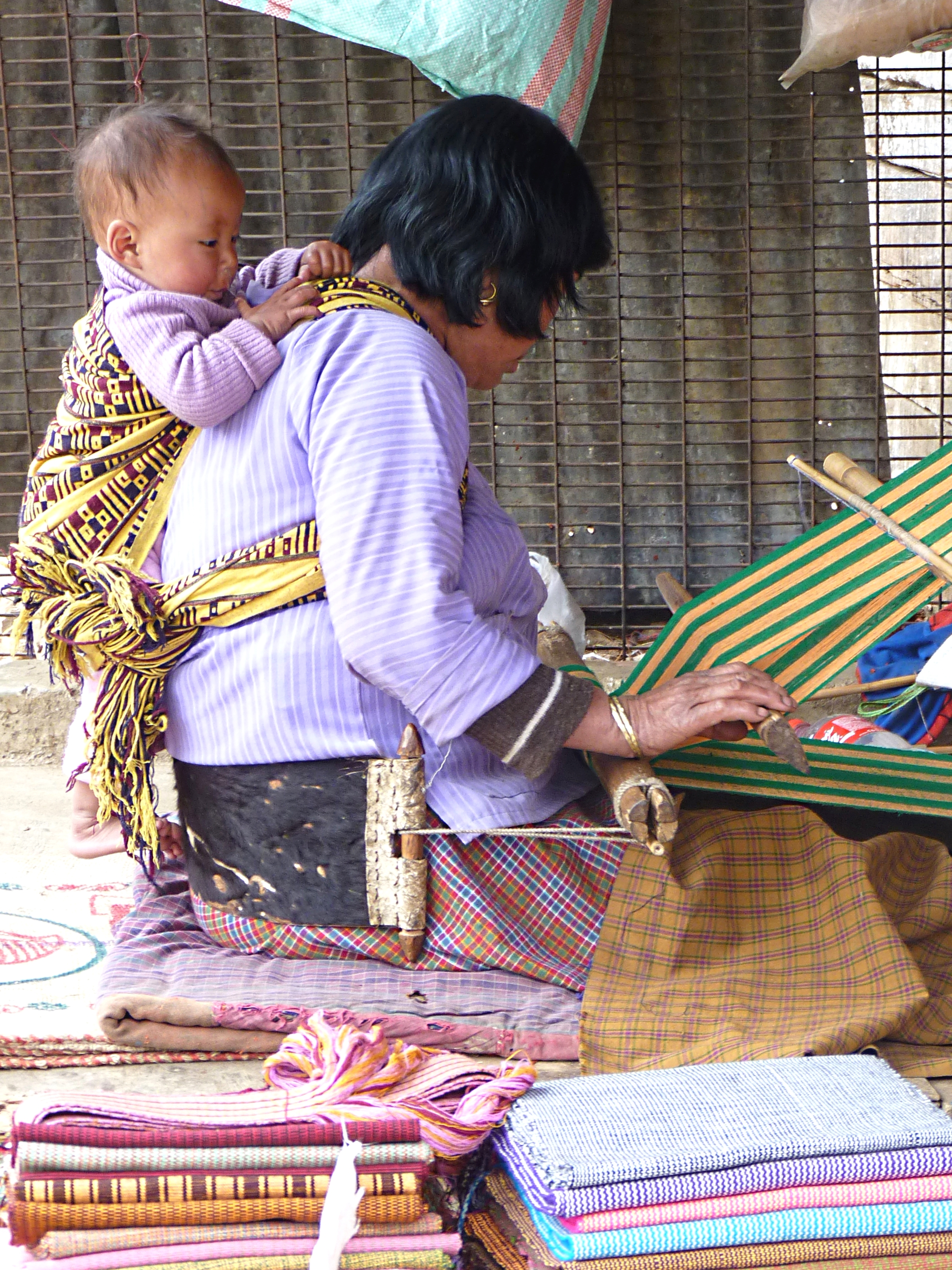
Le tissage – tradition patrimoniale des femmes du Bhoutan.

La capitale Bhoutanaise offre un panorama complet de la culture du pays. La littérature, la religion, les coutumes et la tenue vestimentaire nationale, la religion, la musique, la danse, la littérature et les médias s’y épanouissent. La modernisation se fait en douceur et n’altère ni l'âme bouddhiste ni les traditions.

### Littérature
Les ouvrages de littérature ancienne du Bhoutan sont conservés à la Bibliothèque nationale. L'écriture Bhoutanaise est utilisée de façon traditionnelle dans la littérature. Celle-ci est dérivée de l'écriture tibétaine et s’est développée au XVIe siècle, on l’appelle le jo yig. Les méthodes d'impression sur papier de ces livres fait à la main et de leur reliure sont exposées à la Bibliothèque nationale. La littérature moderne est toujours en évolution ; une biographie religieuse de femmes intitulée Delog a connu un grand succès populaire. De nombreux écrivains écrivent désormais en anglais, principalement des nouvelles et des recueils de contes populaires bhoutanais. Kunzang Choden est une écrivaine très connue dans le pays.

### Bibliothèque nationale

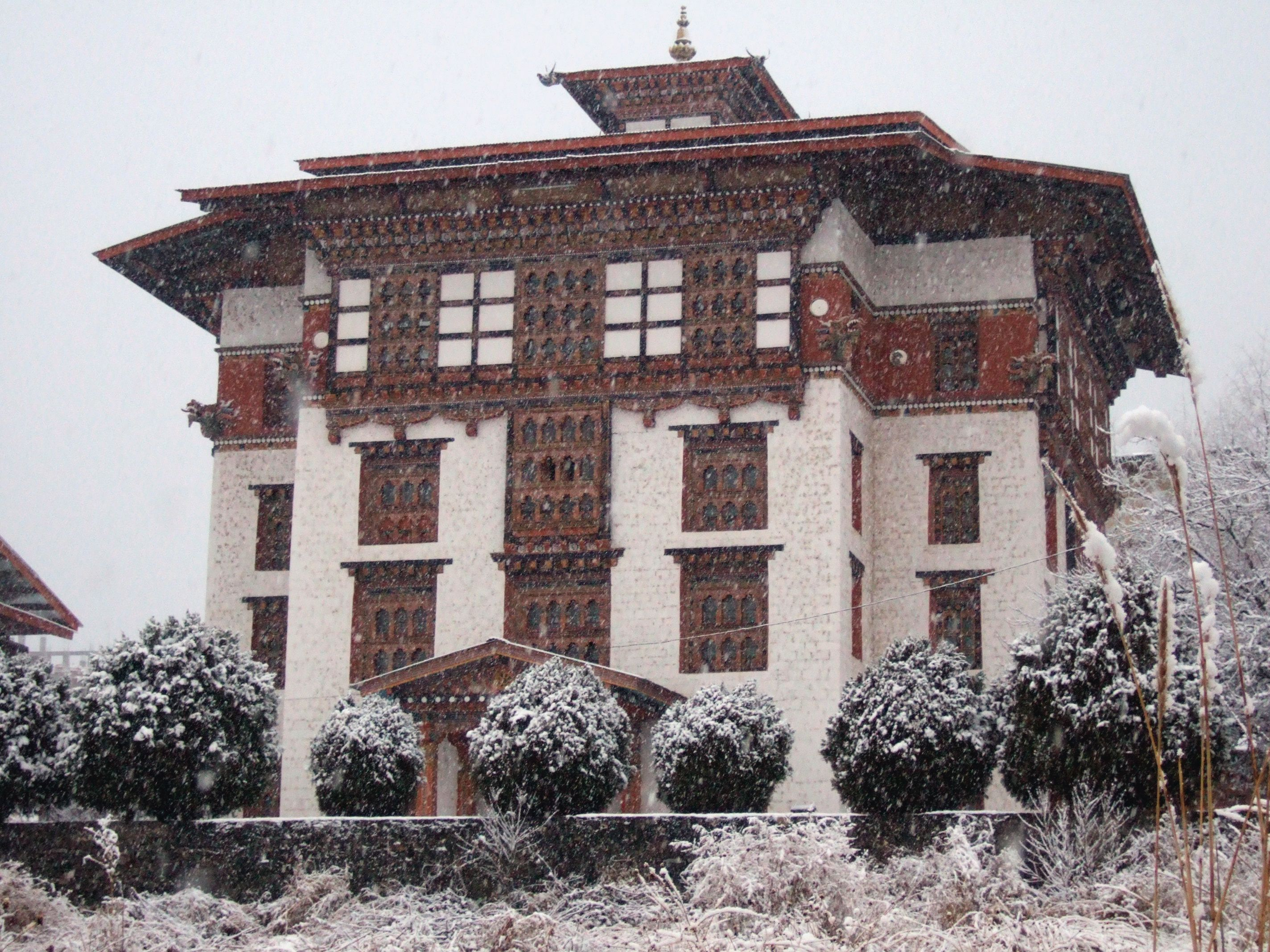
La Bibliothèque nationale du Bhoutan à Thimphou.

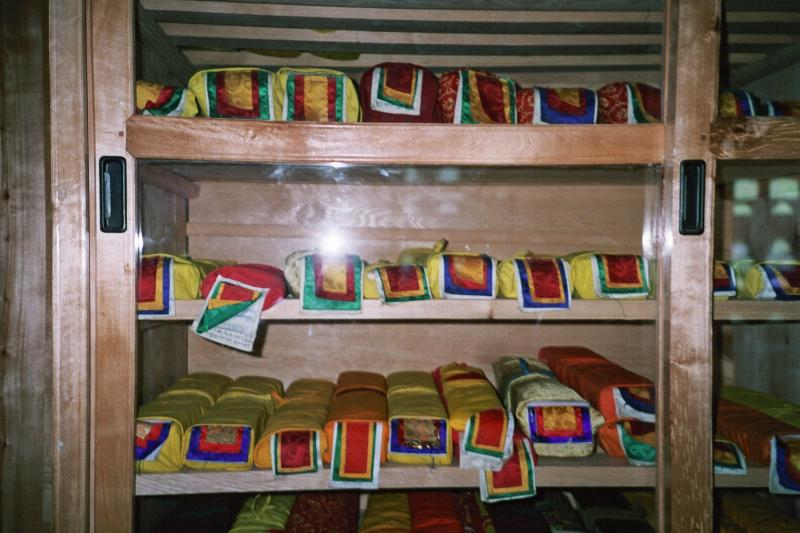
Intérieur de la Bibliothèque nationale.

La Bibliothèque nationale a été créée en 1967. Construite dans le style des temples traditionnels, elle abrite de nombreux textes anciens écrits en dzongkha et tibétain. Elle a été conçue pour être « un important dépôt scripturaire et un centre de recherche destiné à la préservation et à la promotion du riche patrimoine littéraire, culturel et religieux » du pays. Le bâtiment est très richement décoré et est censé incarner le renouveau de l’architecture Bhoutanaise [93]. Au rez-de-chaussée de ce bâtiment, parmi les collections les plus prisées, se trouve un livre considéré comme le plus lourd du monde, pesant 59 kilogrammes (130 lb), intitulé « Le Bhoutan : une odyssée visuelle à travers le dernier royaume himalayen ». [94] Des livres traditionnels et des manuscrits historiques écrits dans le style tibétain, sur du papier fait main relié entre des plats en bois et liés ensemble, sont également conservés ici. La bibliothèque abrite également une ancienne imprimerie qui servait à imprimer des livres et des drapeaux de prière. La bibliothèque est également visitée par les fidèles en guise de marque de culte car elle abrite des livres sacrés et des images de personnages célèbres du Bhoutan tels que Tséten Shabdroung, Namgyal, Pema Linga et Guru Rinpotché. Des modèles de l'architecture du dzong de Punakha et de Chortens y sont également exposés.

### Académie royale des arts du spectacle
L'Académie royale des arts du spectacle (RAPA) est installée à Thimphou. Elle a été créée à l'initiative de feu le roi Jigmé Dorji Wangchuck en 1954, avec pour objectif principal de préserver et de promouvoir les traditions des arts du spectacle bhoutanais. En 1967, elle a été institutionnalisée en académie et la troupe Royal Dance en est issue. L'institution propose une formation aux danses traditionnelles du Bhoutan comme, par exemple, les danses de masques. Elle s’attache à préserver l’ensemble du patrimoine des danses folkloriques. Les danseurs professionnels de l'Académie se produisent lors du festival annuel de danse Tshechu de Thimphou qui se tient au Tashichhoe Dzong. Des spectacles d'une durée d'une heure sont également organisés pour les occasions spéciales,.

### Musique

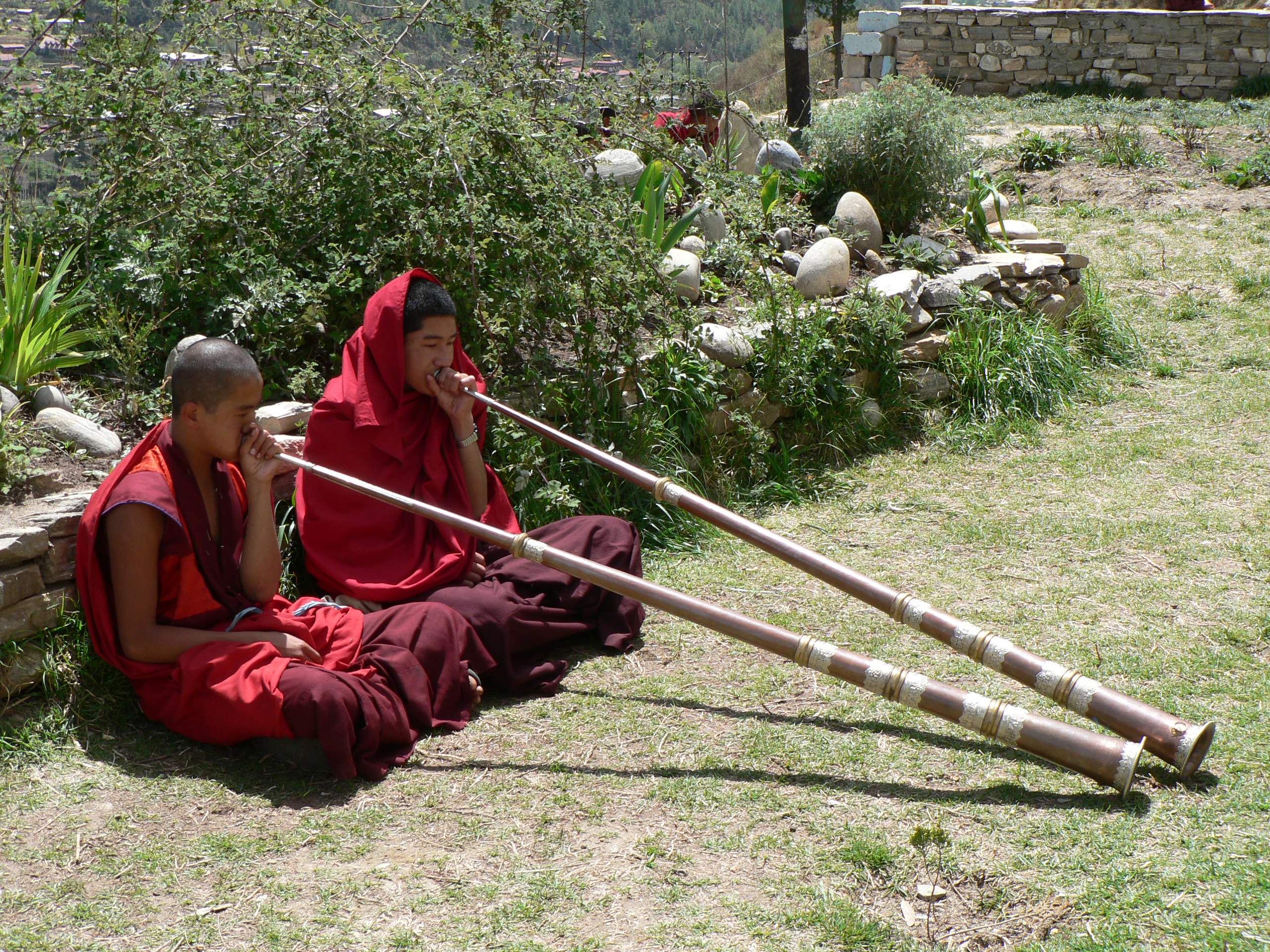
Moines au Monastère de Dechen Phodrang.

Il y a plusieurs genres de musique traditionnelle au Bhoutan, les principaux sont le zhungdra et le boedra. Le bouddhisme Drukpa et la musique bouddhique ont eu une influence importante sur la culture bhoutanaise ; plusieurs styles de chant et de nombreuses chansons folkloriques en sont issus. Sous le règne de Shabdrung Ngawang Namgyal (1594-1652), le Bhoutan a connu une floraison de musique et de danse folkloriques comme le Cham. Les instruments datant de cette époque sont le lingm (flûte), le dranyen (luth) et le chiwang (vièle). Le Yangchen est un instrument en bois creux doté de 72 cordes que l’on frappe avec deux tiges de bambou. La musique Rigsar reprend des airs traditionnels bhoutanais ou tibétains et a des influences hindis. Interprétée au piano électrique et au synthétiseur, elle est aujourd’hui très populaire à Thimphou et dans le reste du pays. De nombreux artistes produisent des albums de musique Rigsar mais aussi de chants folkloriques traditionnels ou de chants religieux. Quatre CD de musique folklorique religieuse, appelés « Rites bouddhistes tibétains » et publiés par les monastères ont connu un vif succès. Les chants sont interprétés par une manip (un ascète voyageur) qui remémore l’arrivée de Zhabdrung Ngawang Namgyal au Bhoutan au 17e siècle.
Deux écoles de musique ont été créées à Thimphou pour promouvoir la musique au Bhoutan : la Kilu Music School et l'Himalayan School of Music. L'école de musique Kilu, créée en mars 2005, est la première du genre à Thimphou. Les étudiants y apprennent les bases de la musique comme la lecture et l'écriture musicales et y améliorent leurs capacités d'écoute,.
Kheng Sonam Dorji est un musicien, chanteur et compositeur renommé originaire de Kaktong, un village du district de Zhemgang. Il  réside à Thimphou et a pris des positions engagées. Il joue de plusieurs instruments traditionnels bhoutanais et indiens. Il a appris a jouer du dranyen avec des spécialistes des traditions populaires bhoutanaises. Il a créé une série d'albums rigsar à succès ainsi que la bande son du film bhoutanais populaire Travellers and Magicians (2004). Il a également participé au Festival of American Folklife du Smithsonian (2008).

### Cinéma

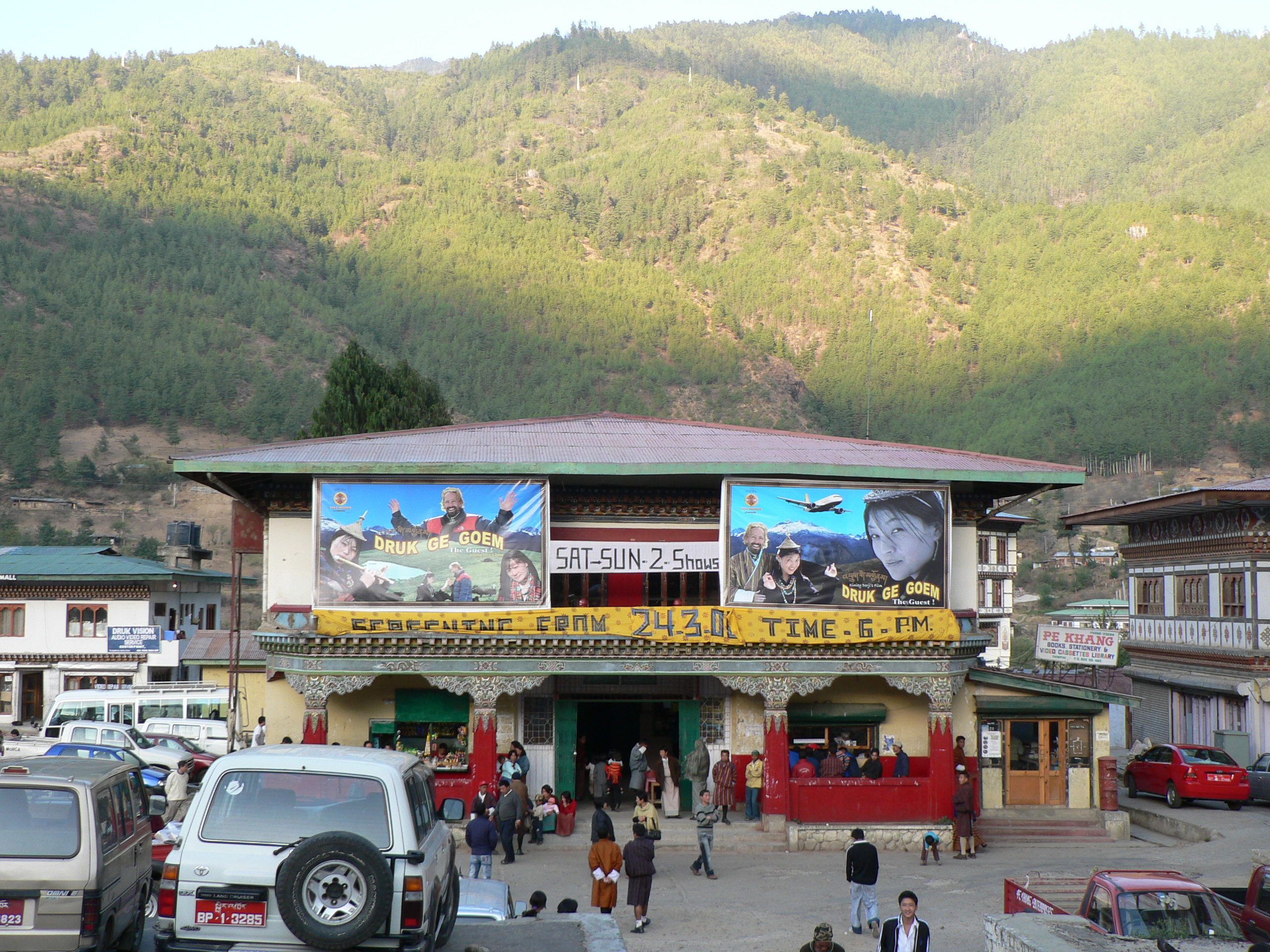
Salle de cinéma à Thimphu.

En 2024 on comptait une quarantaine de films réalisés au Bhoutan. La qualité des films produits progresse peu à peu et cinq longs métrages ont connu une reconnaissance internationale. Pour encourager la production de films bhoutanais, un concours national du cinéma décerne des prix lors d’une manifestation organisée à Thimphou. En 2010, l’unique salle de cinéma de Thimphou était  le Luger Cinema Hall, on y projette des films en bhoutanais et en hindi et parfois des films en langues étrangères,.

### Festival Tshechu de Thimphou

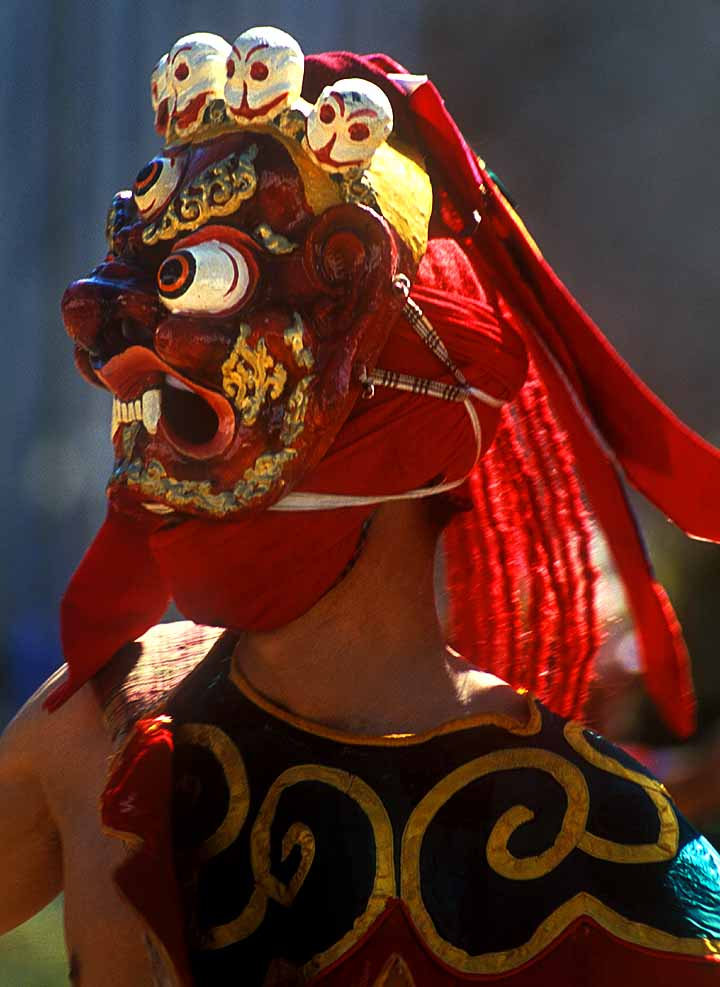
Le Cham, danses de masques sacrée

Les danses de masques, appelées « cham », sont présentées dans les cours au Tashichhoe Dzong de Thimphou pendant les quatre jours du festival Tshechu. Ce festival est  organisé chaque année en septembre ou en octobre en fonction du calendrier bhoutanais. Tshechu signifie « dixième » car le festival a lieu le 10e jour du mois bhoutanais. Le cham est une danse folklorique religieuse créée en 1670 typique du bouddhisme Drukpa. Les danses du Tshechu sont exécutées par des moines ou des troupes de danse formées pour commémorer les actions du maître bouddhiste Padmasambhava (aussi appelé Guru Rinpotché). On y utilise des costumes aux couleurs remarquables. Ce sont également des manifestations populaires où les gens aiment se présenter dans leurs plus beaux atours et les femmes arborer leurs plus beaux bijoux. Un grand nombre de participants assistent aux danses rituelles en suivant également les enseignements religieux sur le bouddhisme. Les Tshechus on lieu dans chaque district du Bhoutan à des périodes différentes. Ceux de Thimphou et de Paro sont les plus populaires. Le Tshechu de Thimphou dure quatre jours et est généralement suivi par la famille royale, l'abbé en chef du Bhoutan et plusieurs représentants du gouvernement. Chaque jour a un programme spécifique et les jours d'ouverture et de clôture sont les plus importants

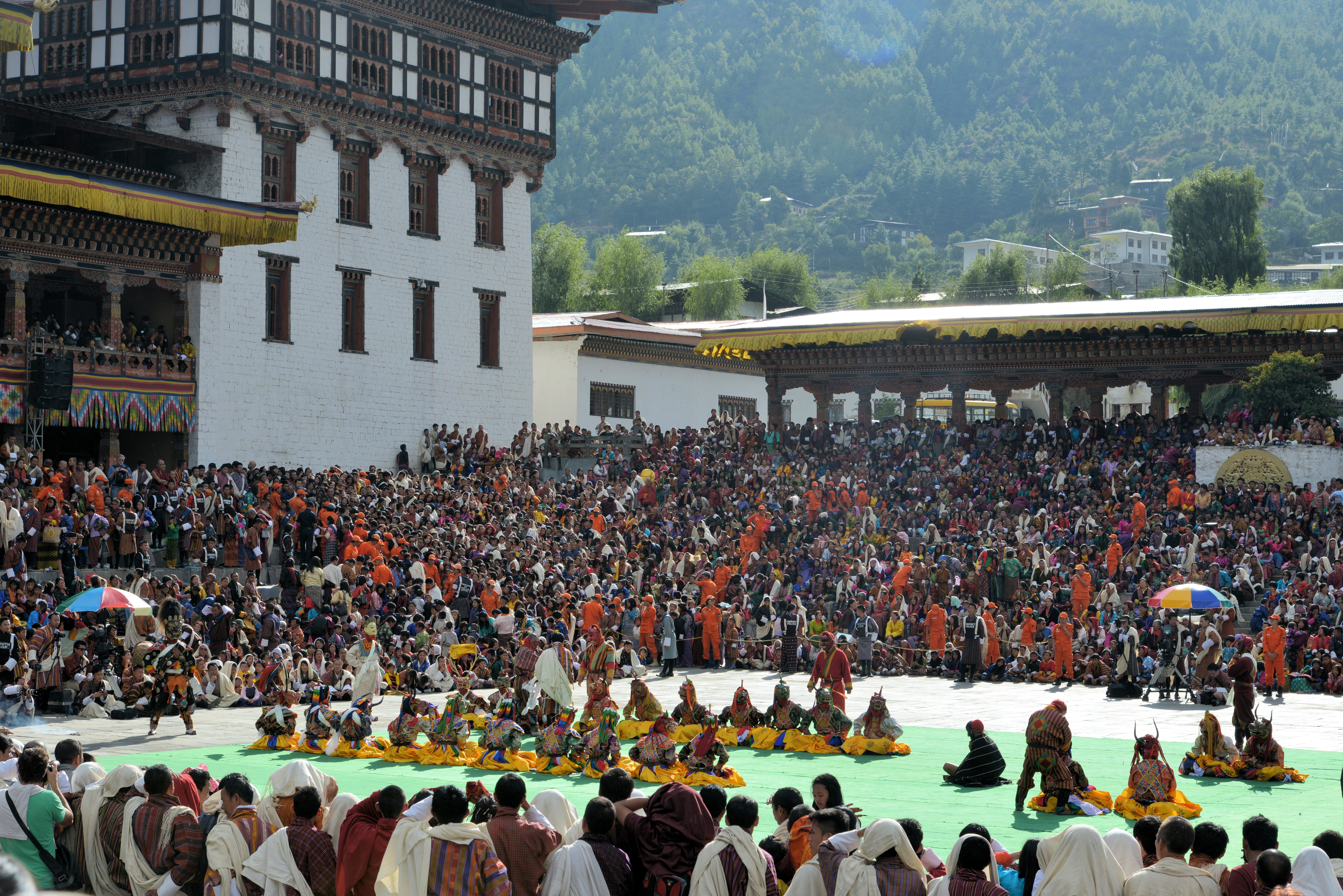
Spectacle au Tshechu de Thimphou

## Art et artisanat
.

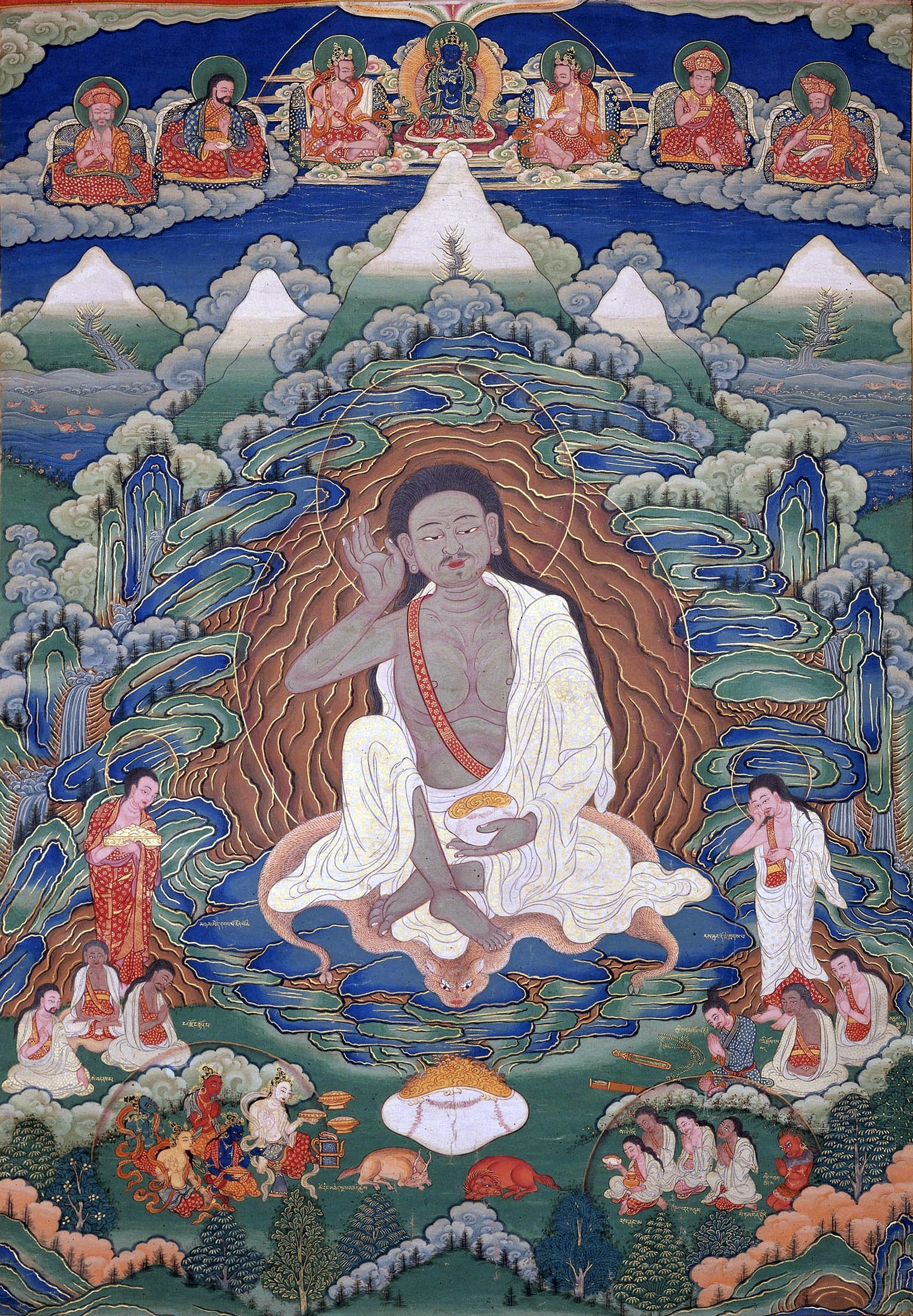
Peinture Thangka de Milarepa dans un monastère de Thimphou.

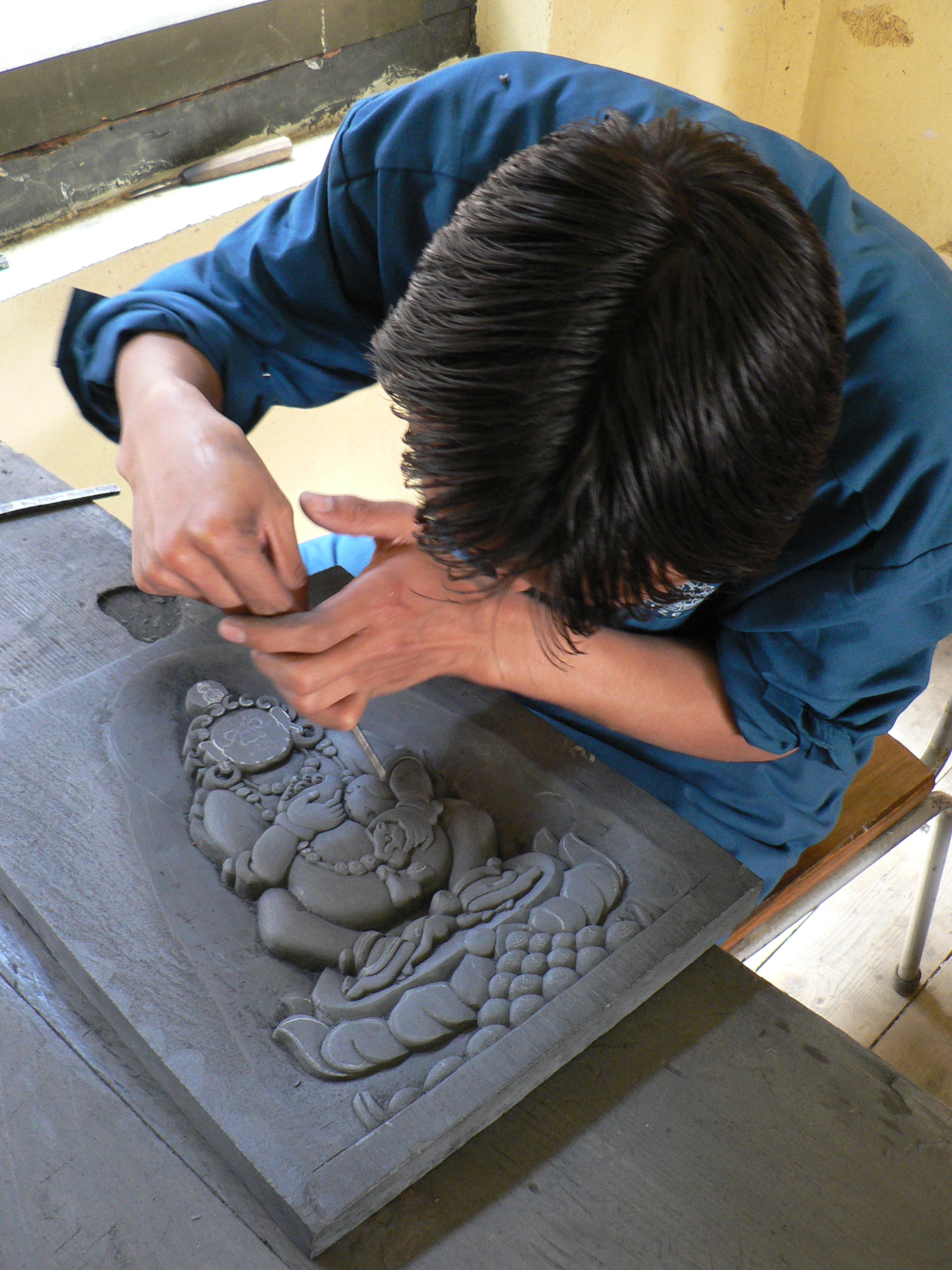
Sculpture sur ardoise, École des Arts Traditionnels.

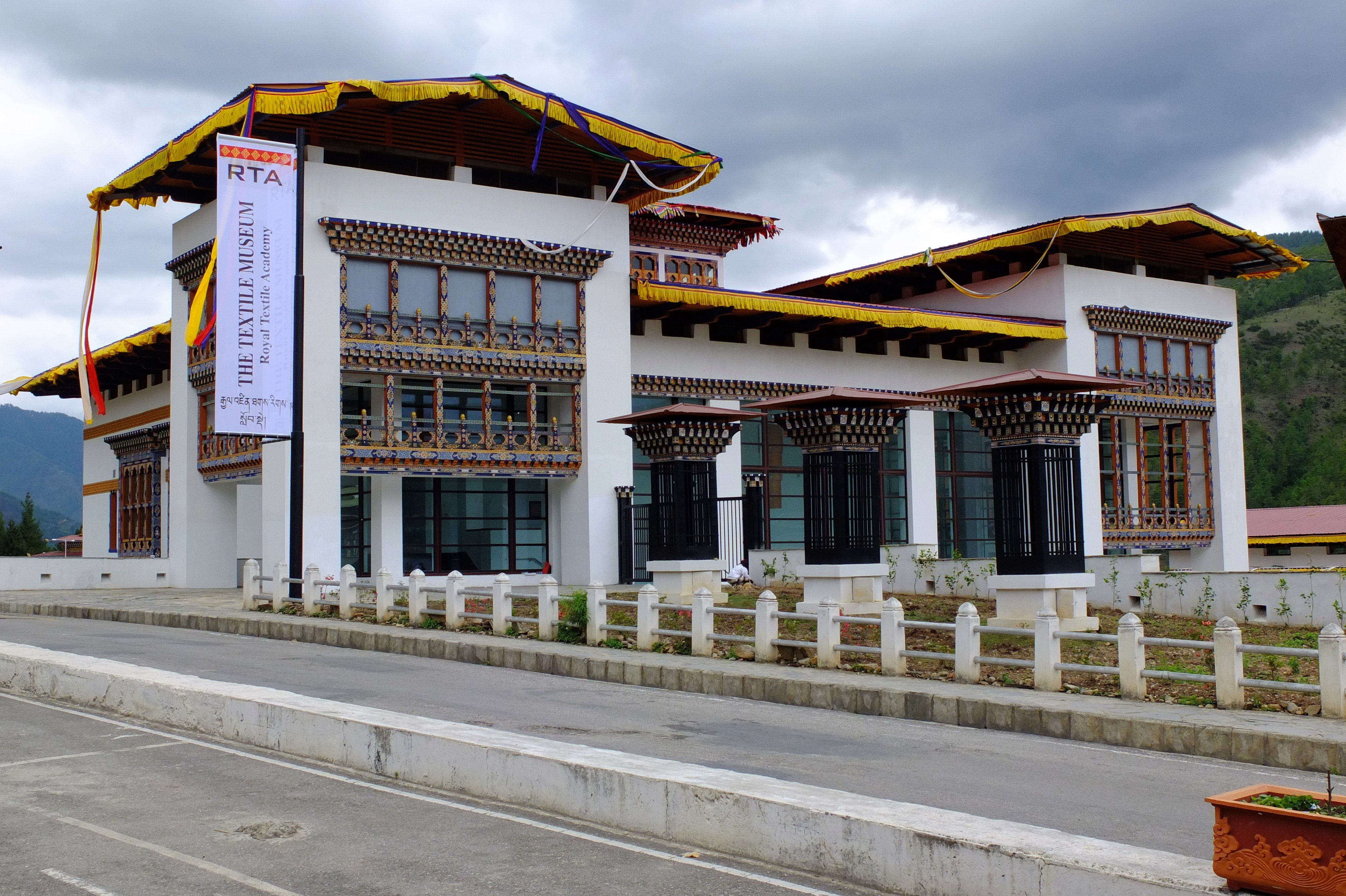
Académie royale du textile du Bhoutan

Pour les Bhoutanais, l'art du Zorig Chosum est l’ensemble des arts et de l'artisanat qui incarnent « l'esprit et l'identité unique du royaume himalayen ». Le nom signifie « les treize arts et métiers du Bhoutan » parmi lesquels il y a le tissage, la peinture, la sculpture, la fabrication du papier, la sculpture sur bois, la fabrication d'épées, la botterie, la joaillerie, l'artisanat du bambou, la fabrication d'arcs et de flèches et les bijoux,.

### Institut national de Zorig Chusum
L'Institut national de Zorig Chusum est le centre d'enseignement artistique bhoutanais. Il a été créé par le gouvernement du Bhoutan dans le but de préserver la culture et la tradition du Bhoutan ainsi que de former les étudiants à l’ensemble des arts traditionnels du pays. La peinture est la discipline principale enseignée à l'institut. On peut y suivre des formations de 4 à 6 sur les différents arts traditionnels bhoutanais. Les programmes couvrent un cycle complet de dessin, de peinture, de sculpture sur bois, de broderie et de sculpture de statues. Les représentations du Bouddha réalisée à l’école sont des œuvres populaires et recherchées.

### Magasins d'artisanat
Un grand magasin a été créé par le gouvernement à proximité de l'Institut national de Zorig Chusum. On y trouve des productions de l’institut, de l'artisanat d'art, des objets traditionnels de qualité et des bijoux. Le Gho et le Kira, les costumes traditionnels masculins et féminins, y sont également disponibles. Il y a en ville de nombreux magasins indépendants proposant des thangkas, des peintures, des masques, de la dinanderie, des bijoux anciens, des tambours, des vièles tibétaines et de nombreux autre objets traditionnels.

### Musée du patrimoine populaire
La route menant à une ville voisine se trouve à quelques pas du musée national du patrimoine populaire.
Le Musée du patrimoine populaire de Kawajangsa a été construit sur le modèle d'une ferme bhoutanaise traditionnelle. Elle a été décorée avec des meubles anciens ayant plus de 100 ans d’âge. C’est un bâtiment de trois étages construit avec des murs en terre battue. Les portes et les fenêtres sont en bois, tout comme le toit qui est recouverts d'ardoises. L’ensemble constitue un bel exemple de la vie rurale bhoutanaise.

### Atelier d'artistes bénévoles
Situé dans un bâtiment discret, l’ Atelier d'artistes bénévoles (Voluntary Artist Studio) a pour but d'encourager et soutenir les jeunes artistes qui s’investissent dans les arts traditionnels et contemporains. Les œuvres des jeunes artistes sont proposées à la vente dans la galerie de l’atelier,.

### Musée national du textile
Le Musée national du textile de Thimphou présente une vaste collections de textiles bhoutanais représentatifs de la culture traditionnelle. Il expose également des robes traditionnelles bhoutanaises rares que l’on nomme « kira » pour les femmes, et « gho » pour les hommes,.

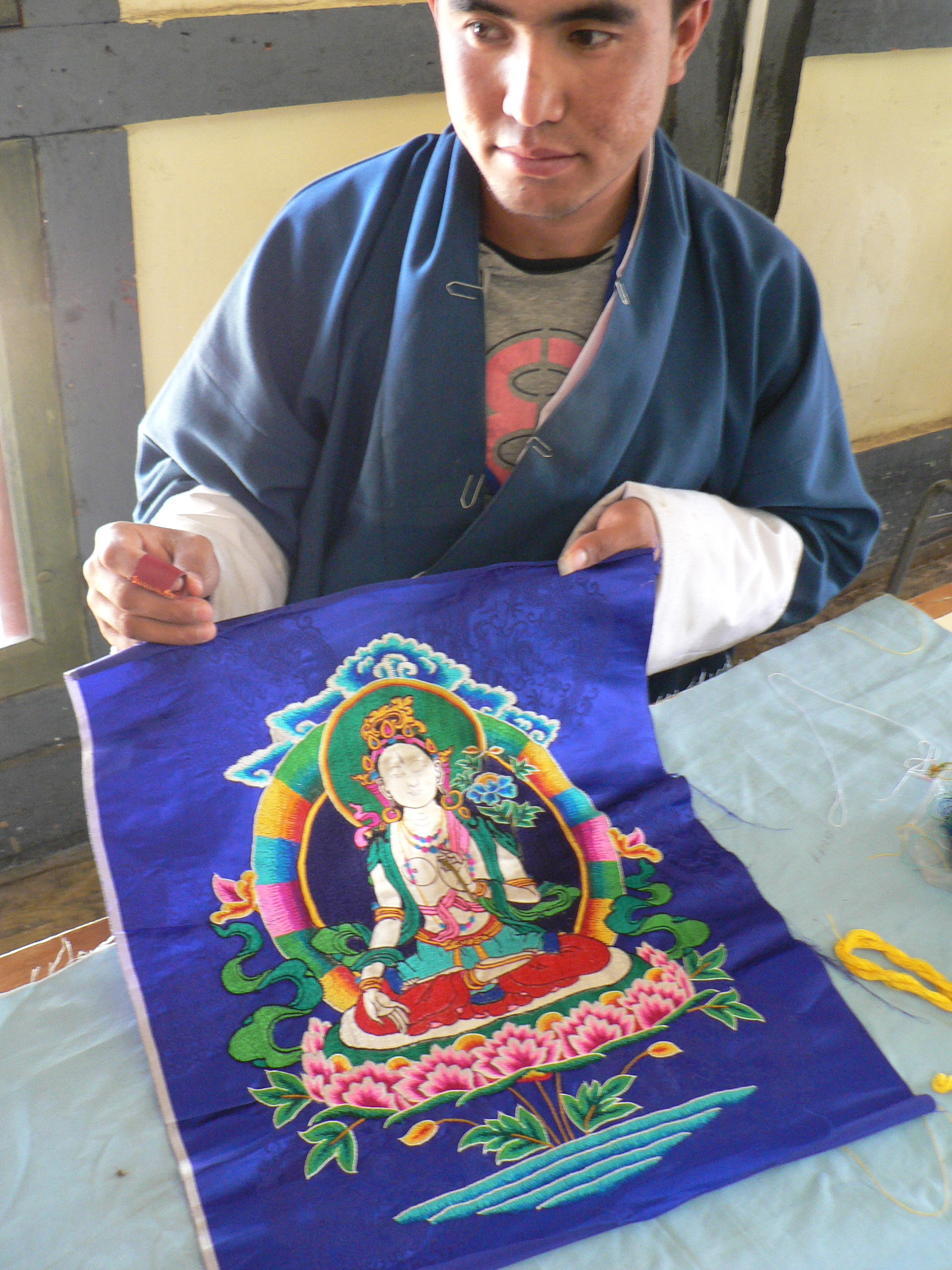
Broderie, École des Arts Traditionnels.

## Personnalité liée à la ville
- Jigme Singye Wangchuck (1955-), roi du Bhoutan de 1972 à 2006.